# Dějiny Sarajeva
Sarajevo jako hlavní město Bosny a Hercegoviny má dějiny, které sahají od středověku až do moderní doby.

## Původní osídlení
Údolí řeky Miljacky bylo osídleno na základě archeologických průzkumů již v době neolitu. V oblasti dnešního města Ilidža (západně od Sarajeva) rovněž existovalo sídlo v době existence Římské říše. Další rozvoj osídlení v této lokalitě byl možný také díky vzniku obchodních cest, které se ustanovily za římské nadvlády. Po roce 540 začala být oblast osídlována Slovany.

## Středověk
Ve středověku byl prostor dnešního Sarajeva tvořen shlukem vesnic se společným tržištěm a pevností Hodidjed. Tržiště je na dobových mapách označováno názvem Tornak. Hrad Hodidjed se nacházel v místě dnešní pevnosti Bijela tabija (Bílý bastion), na dobře bránitelném místě nad městem.
Celá lokalita údolí řeky Miljacky a jejího okolí byla známá pod názvem Vrhbosna. Ten pravděpodobně pochází ze spojení slov „vrh“ (kopec, hora) a „Bosna“ (řeka, která v západní části údolí pramení). Roku 1239 zde vznikl chrám zasvěcený sv. Petrovi. Název Vrhbosna dodnes používá zdejší katolická diecéze a objevoval se i jako klasický chorvatský název pro tento region. Pojem Vrhbosna byl dříve považován za předturecké označení Sarajeva; nakonec se ale ukázalo, že se jedná o regionální pojem a že v místě současné metropole existovalo více osad. Jejich obyvatelstvo tvořili křesťané, a to jak katolíci, tak příslušníci bosenské církve, nebo pravoslavní.

## Raná éra turecké nadvlády

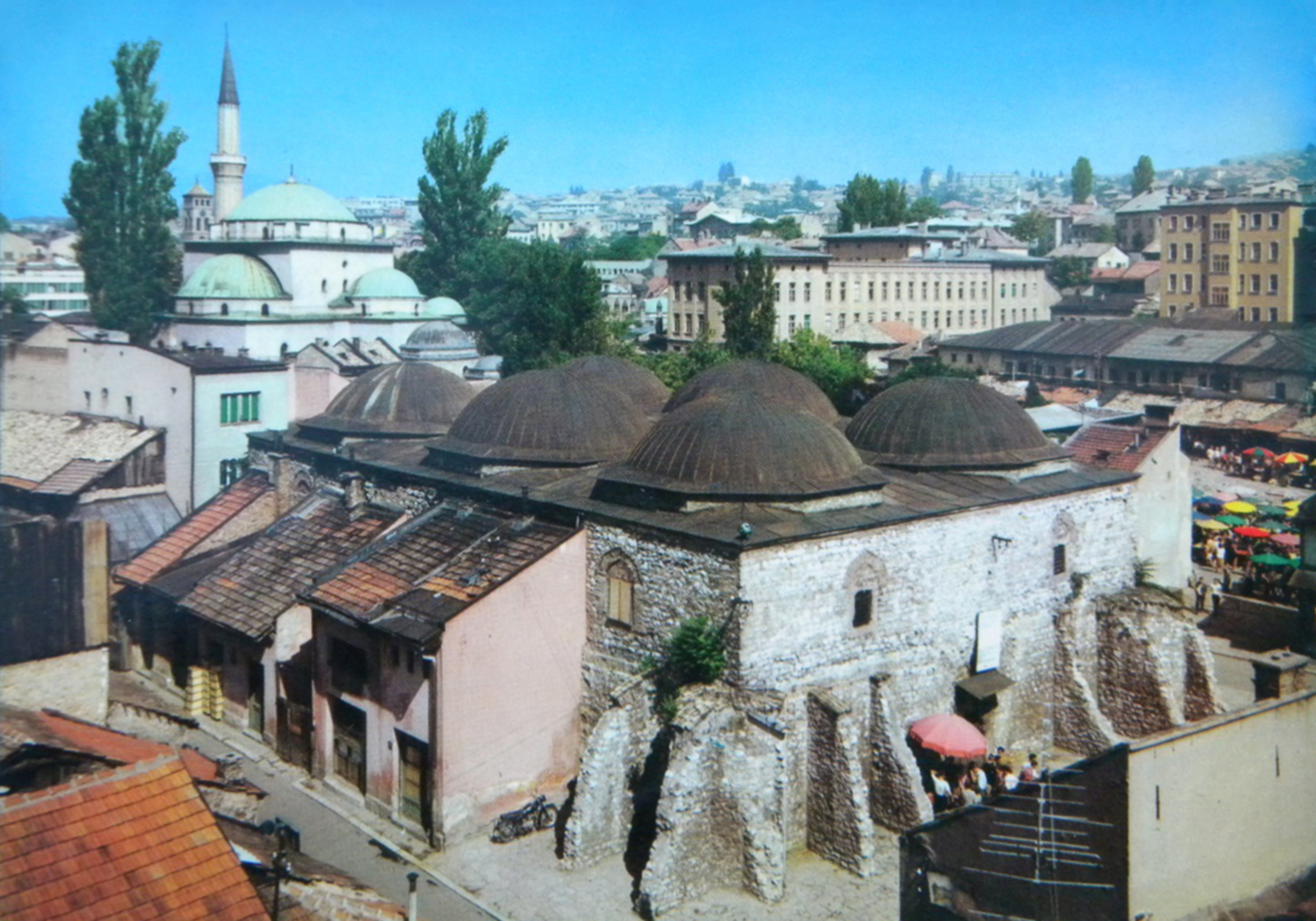
Bezistan na staré pohlednici

Osmanští Turci oblast dnešního Sarajeva dobyli roku 1435, kdy turecký paša obsadil hrad Hodidjed, který však bránilo sotva jen několik desítek mužů. Turecký postup se uskutečnil v rámci rozsáhlé expanze Turků po celém balkánském poloostrově.
V 60. letech 15. století bylo z podnětu správce města Isak-bega Ishakoviće zbudováno kamenné město, které mělo nahradit původní osady (doložena je existence původní vesnice Brodac na břehu Miljacky). Jejich obyvatelé byli vystěhováni do oblasti dnešní Ilidže. Na místě původních dřevěných domů bylo postaveno kryté tržiště (bezistan), vodovod, a v neposlední řadě i objekty muslimské vakufské nadace. Ty byly od roku 1477 přístupné i veřejnosti. Vznikl tedy základ současného středu města, a to v místě původního tržiště, resp. v místě, kde tímto tržištěm procházela stará obchodní cesta a kde se cestovatelé museli zdržet kvůli přebrodění řeky Miljacky. Řeku nechal Ishaković na několika místech přemostit. Rok 1461, kdy spatřily dnes nejstarší památky Sarajeva světlo světa, je proto často uváděn jako letopočet vzniku města.

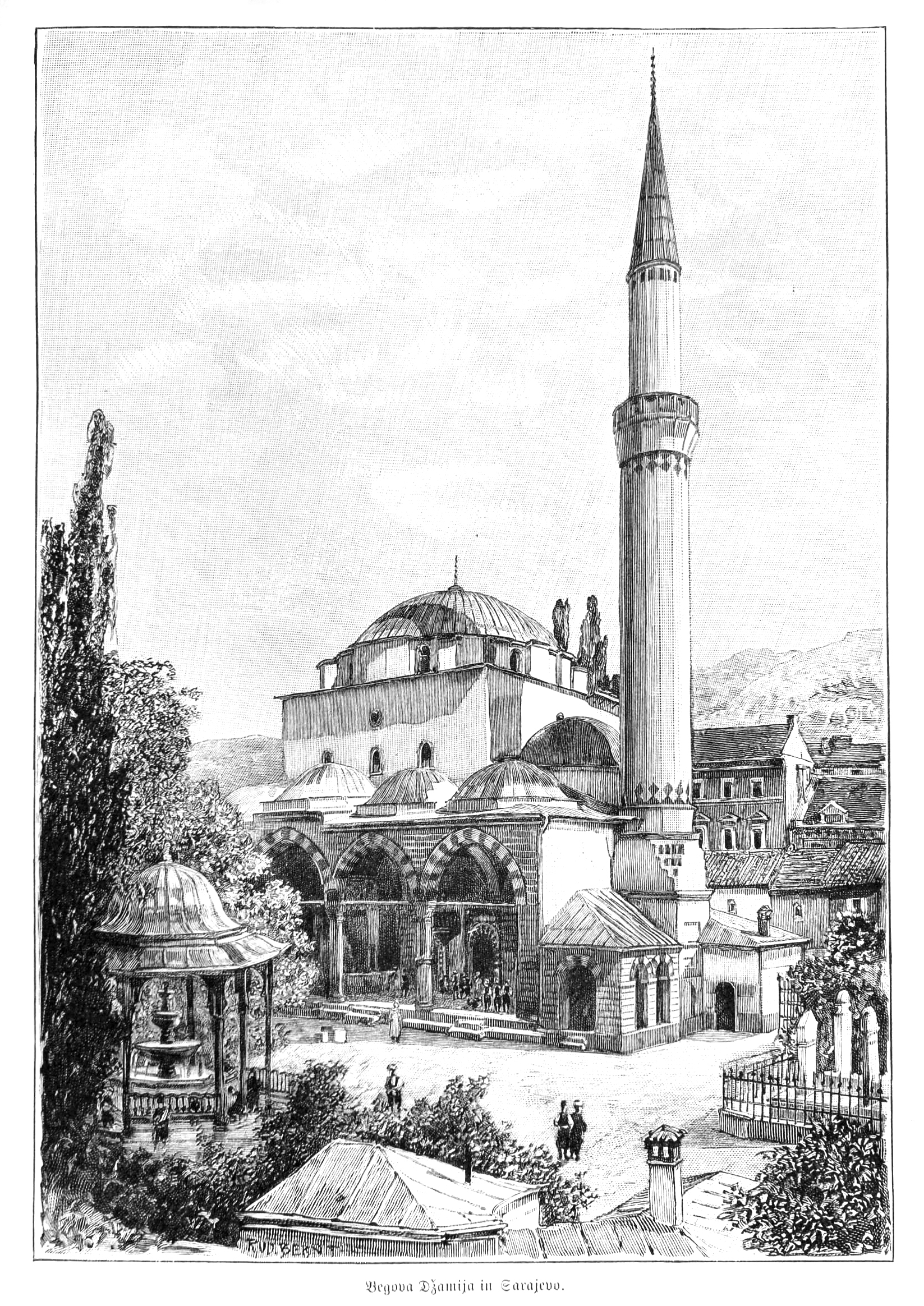
Gazi-Husrevbegova mešita

V souvislosti s výstavbou nového města se začal projevovat kulturní a společenský vliv tureckých pánů Bosny a šířil se islám. V roce 1485 například stálo v nově zbudovaném Sarajevu jen 42 domů, které obývali muslimové. Okolo stovky domů obývali dle tehdejších záznamů křesťané. V roce 1516 stálo na území středu dnešního města přes osm set domů, jejichž obyvatelé vyznávali islám. V Sarajevu také působila malá komunita dubrovnických kupců.
Začátkem 16. století, konkrétně od roku 1507, se používá – a je i doložený – současný název Sarajevo. Vyvinul se z tureckých jmen jako Saraj-ovasi, Bosna-saraj a Sarajbosna, přičemž slovo saraj označuje palác, ovasi potom okolní pole. Palácem byla míněna tehdejší (nejspíše opevněná) rezidence Isak-bega Ishakoviće, která byla dominantním objektem v celém údolí. Obyvatelstvo mluvící slovanským jazykem původní turecký název přijalo do podoby Sarajevo. V této době se správcem města stal Gazi Husrev-beg, který nechal postavit známé objekty v samém centru metropole – mešitu a medresu (muslimskou střední školu), které dnes nesou jeho jméno. Nechal také zbudovat hodinovou věž (bosensky sahat kula). Sarajevo bylo tehdy nejlidnatějším městem své provincie. Ta byla roku 1580 povýšena ze sandžaku na ejálet, nicméně jako administrativní centrum regionu sloužila ještě nějakou dobu Banja Luka a nato Travnik (1699–1850). Velikost města dokládá i rozsah jeho zástavby – ta se táhla od lokality Bentbaša na východním okraji současného města, kde začíná úzký kaňon řeky Miljacky, až k dnešnímu Marijinu dvoru, kam se Sarajevo začalo opětovně rozšiřovat až v 19. století. Okolo roku 1600 dosáhl počet obyvatel zhruba dvaceti tisíc. Svědectví o stavu města v 17. století přinesl turecký cestovatel Evlija Čelebi, který procestoval celou západní část Osmanské říše, a dle něhož co do počtu obyvatel Sarajevo drželo primát před současnou srbskou metropolí Bělehradem zhruba až do roku 1660. Sarajevo popsal jako město krásné, zdobené různými zahradami, jako město pokrokové.
Okolo roku 1550 dorazili do Sarajeva také první Židé. V několika vlnách přišli z Pyrenejského poloostrova, odkud byli vyhnáni. Sefardští Židé přišli do Sarajeva přes Středozemní moře, dále pokračovali přes města Soluň a Skopje. V roce 1581 získali svolení pro stavbu vlastní malé synagogy. S příchodem židovství se Sarajevo stalo městem čtyř náboženství – katolictví, pravoslaví, islámu a židovství. O zhruba století později přišli z Uher i Židé Askenázští, a to v souvislosti s ústupem Turků z oblasti dnešního Maďarska.
V závěru Velké turecké války (na konci 17. století) pronikla rakouská vojska pod vedením Evžena Savojského do Sarajeva a město kompletně vypálila. Vzhledem k tomu, že se město nacházelo několik set kilometrů od bojových linií mezi Osmanskou říší a Habsburskou monarchií, byla jeho obrana zcela neadekvátní. Savojského pochod z Osijeku do nitra Bosny trval pouhých 11 dní a zapojeno do něj bylo 6 500 vojáků. Škody ve městě byly absolutní. Zůstaly stát pouze kamenné budovy.
Přestože Sarajevo bylo po útoku obnoveno, již nikdy nedosáhlo do konce turecké nadvlády takového stupně rozvoje a prosperity jako dříve, navíc znovu ztratilo statut centra ejáletu.
Rakouský vpád však přinesl jednu změnu: Vládnoucí Turci si uvědomili riziko dalšího nájezdu z Rakouska a Uher, a proto nechali během obnovy města na počátku 18. století vybudovat městské opevnění, pevnost Bílý bastion (Bijela tabija). Na svazích pod pevností potom vzniklo nové opevněné město – Vratnik, které bylo obehnáno hradbami a přístup do něj byl umožněn pomocí bran.

## Pozdní éra turecké nadvlády

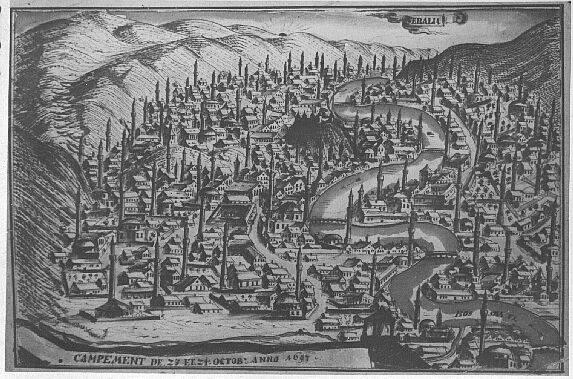
Vyplenění Sarajeva Evženem Savojským roku 1697

V první polovině 19. století se naplno projevovala slabost Osmanské říše a postupný rozklad. Evropské části impéria se začaly odtrhávat; avizované reformy budily nevoli a ozbrojené složky se začaly bouřit proti centrální vládě. Místní vojáci byli rok co rok vysíláni do řady ztracených bitev na vzdálených hranicích Osmanské říše, což vzbuzovalo nespokojenost a snižovalo morálku lidí. V roce 1804 byli vojáci mobilizováni do bojů v prvním srbském povstání proti pravoslavnému obyvatelstvu, které se toužilo vymanit z turecké nadvlády. V roce 1827 se vzbouřili janičáři, kteří měli být jako součást tureckého vojska rozpuštěni. Později vypukla další vzpoura pod vedením Huseina-kapetana Gradaščeviće (v roce 1831), který požadoval pro Bosnu autonomii. Proti reformám Tanzimatu se vzbouřilo muslimské obyvatelstvo pod vedením Ahmeta Muniba Glođa v roce 1840. Nepokoje ukončilo až jmenování Omer-paši Latase sultánem za bosenského správce v roce 1849. Latas postupoval proti povstalcům krutě a drakonickými tresty částečně obnovil v Bosně pořádek. Roku 1850 se do Sarajeva vrátily zpět regionální úřady z Travniku a zůstaly zde až do příchodu rakouské správy. Došlo také k zrovnoprávnění v oblasti obchodu. Nebyli již omezeni obchodníci různých konfesí (došlo k zrušení osmanských cechů), a tak Židé a Srbové mohli lépe prodávat různé zboží, většinou dovezené z evropských zemí.
Jedním z mála symbolů pokroku v pozdním období existence turecké nadvlády nad Sarajevem bylo zavedení pošty v roce 1842 a zřízení nemocnice (hastahana) v roce 1866. Zamýšlena byla i stavba železnice, která měla vést z města Novi Grad (Bosanski Novi) přes Sarajevo až do Kosovské Mitrovice. K výstavbě však nikdy nedošlo.

## Rakousko-uherská správa

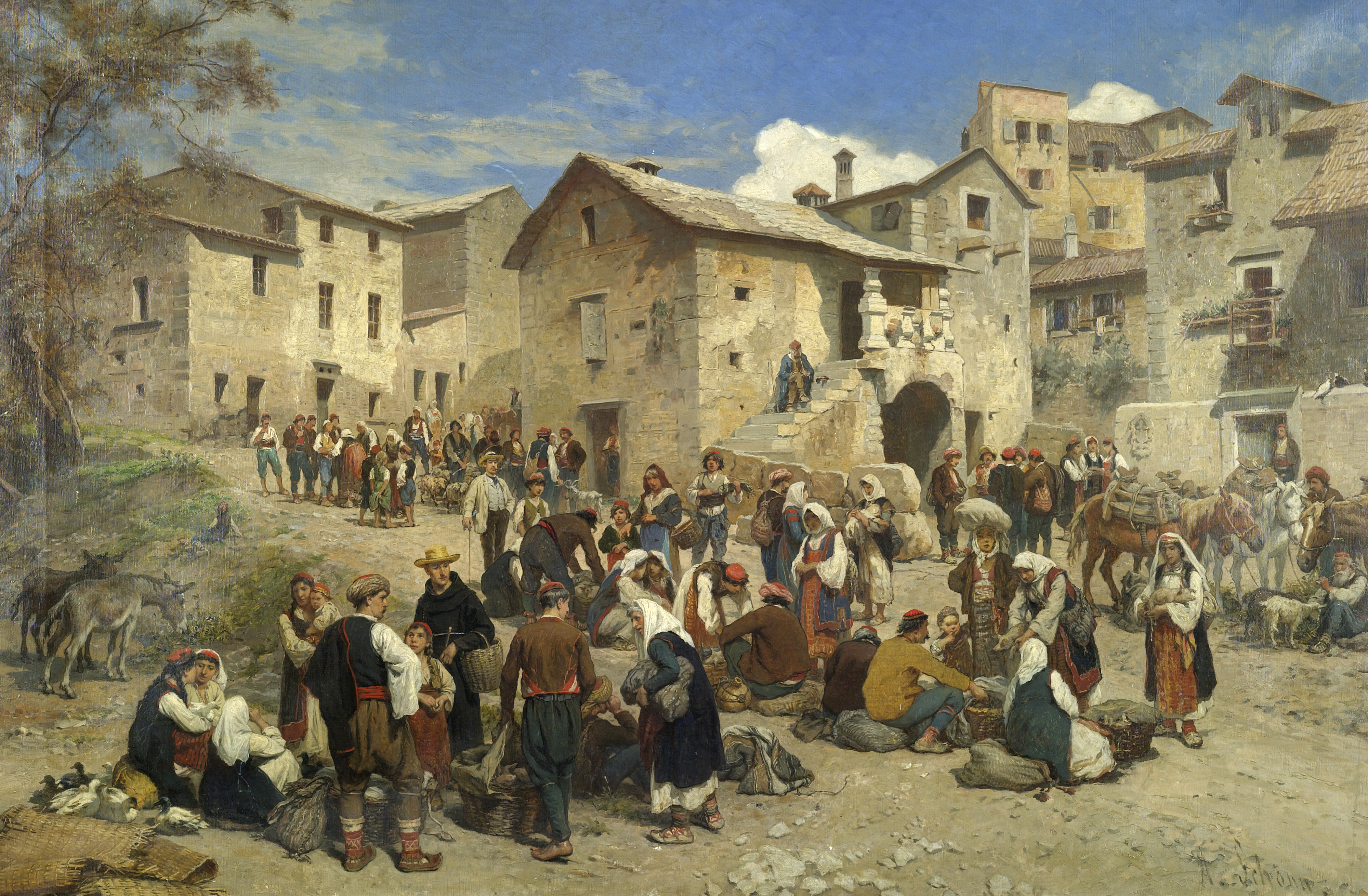
Trh v Sarajevu na dobovém obrazu

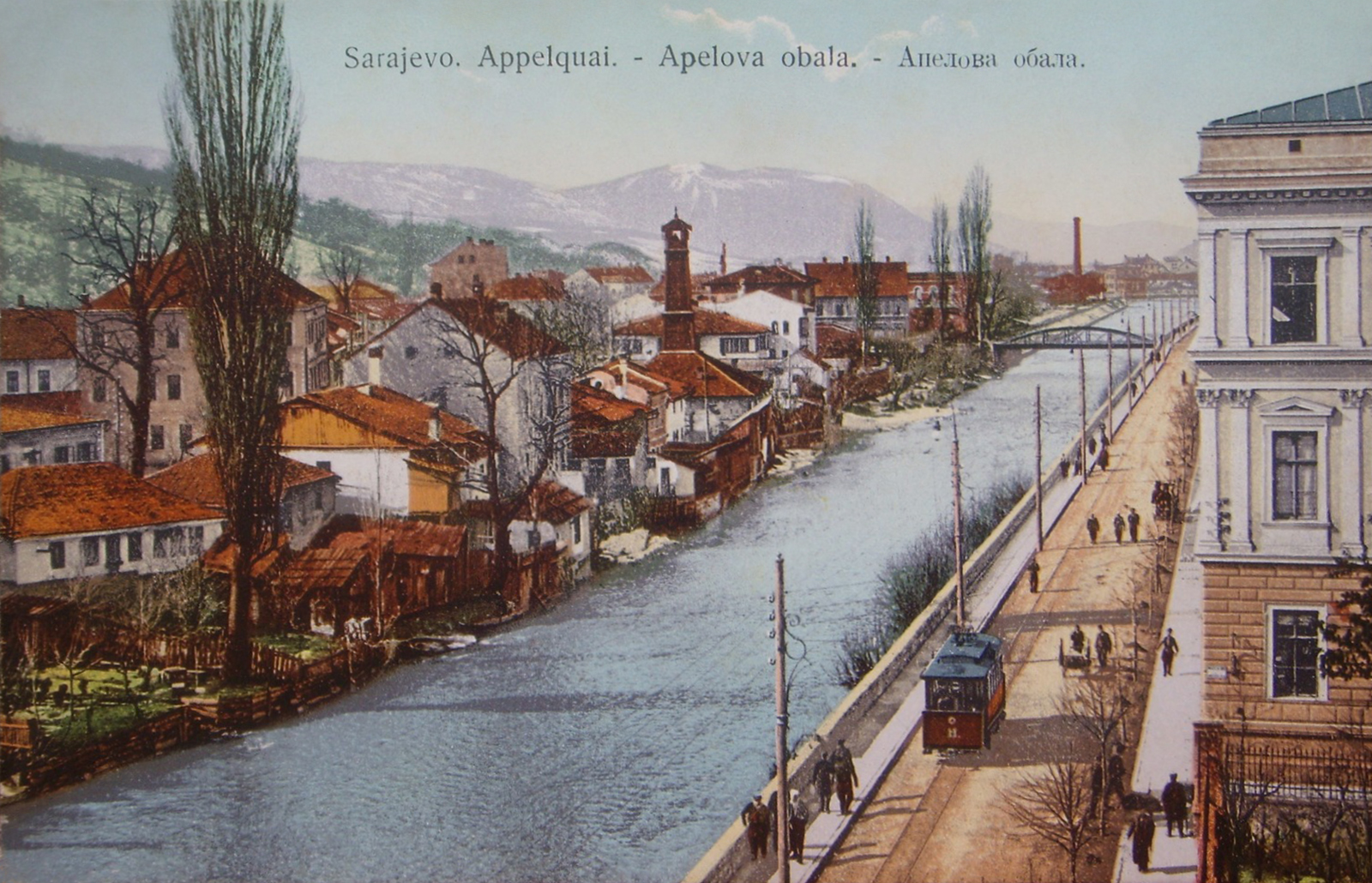
Břeh řeky Miljacky

Dne 13. července 1878 bylo na Berlínském kongresu rozhodnuto, že Bosna a Hercegovina bude dána pod správu Rakousko-Uhersku. Důvodem k tomu byla nekonečná povstání hlavně v Hercegovině, ale i mocenské ambice evropských zemí. Muslimské obyvatelstvo Sarajeva bylo v otázce příchodu nové vlády nejednotné. Vzdělané vrstvy doufaly v zachování svých výsad a společenského postavení, níže postavené (a početnější) obyvatelstvo naopak vítalo novou vládu s velkou nelibostí. Obávalo se hlavně toho, že Rakousko bylo dlouhodobým nepřítelem Osmanské říše, navíc jej považovali za centrum katolického vlivu. Svoji nevoli neskrývali ani Bosenští Srbové. Naopak chorvatské (katolické) obyvatelstvo přivítalo příchod Habsburské monarchie s nebývalým nadšením.
Představitelé rakouského vojska při svém pochodu k Sarajevu předpokládali, že jej získají poměrně snadno. Na odpor se jim nicméně postavila určitá část místních muslimů. Tyto bojovníky podporovali také někteří pravoslavní Srbové. Situace rychle přerostla v násilný konflikt a město muselo být dobyto silou. Rakušané zahájili útok 19. srpna 1878 v ranních hodinách dělostřeleckou palbou. Ze směru od západu (od Ilidži) následně postupovala pěchota. Boj pokračoval následně v sarajevských ulicích, odpor se podařilo nakonec zlomit a obránci ve večerních hodinách utekli do hor Romaniji na východ od města. Generál rakouského vojska Josip Filipović poté ohlásil před sídlem bývalého tureckého místodržícího konečné vítězství. V jednodenním boji padlo celkem 57 lidí na rakouské straně a asi čtyři stovky na straně obránců. Od té doby bylo Sarajevo pod rakouskou kontrolou až do první světové války.

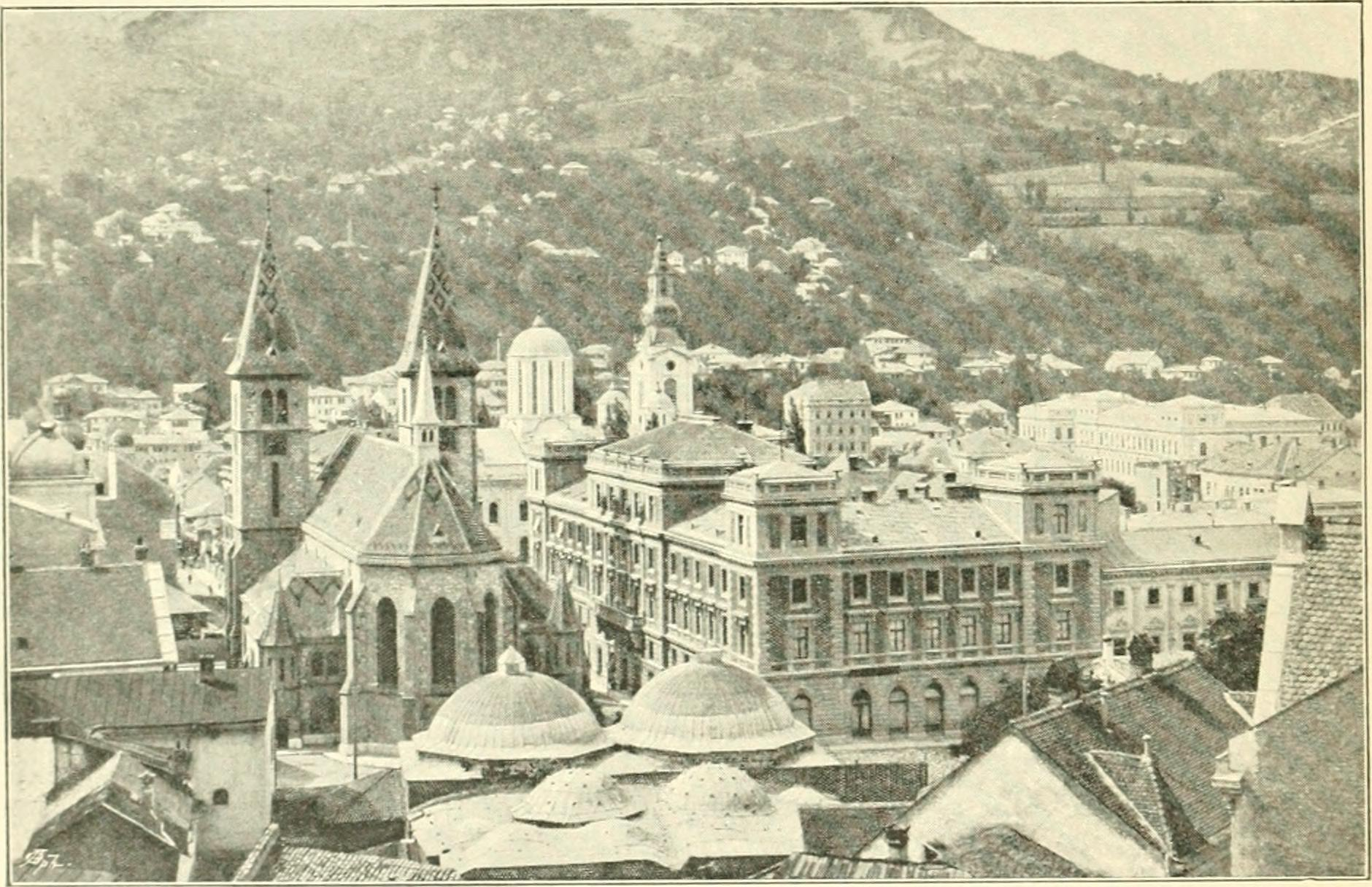
Střed města na dobové kresbě

Po obsazení Rakousko-Uherskem se město začalo postupně měnit, a to z města orientálního v město evropského stylu. Vznik ohromného počtu nových budov a infrastruktury umožnil nejen příchod nové vlády, ale i požár, který v roce 1831 Sarajevo zpustošil. Politické rozhodnutí o přestavbě města vydal Benjámin Kállay, tehdejší správce země. Vznikly nové továrny, školy a byla zavedena tramvajová doprava, v roce 1885 nejprve koněspřežná a roku 1895 elektrická. V roce 1882 získalo město železniční spojení. Do Sarajeva směřovaly vlaky z údolí řeky Bosny (tzv. Bosenská dráha), tak i na východ k Foči a srbské hranici (tzv. Východní dráha). Růst města byl natolik dramatický, že v roce 1904 bylo v plném provozu celkem 9 cihelen, která zásobovala staveniště nacházející se po celém Sarajevu.
Značnou zásluhu na přeměně města měl architekt českého původu Karel Pařík, který v letech 1884–1939 vyprojektoval většinu významnějších staveb – Sarajevskou knihovnu (původně radnici, známou pod názvem Vijećnica), Zemské muzeum, Katedrálu srdce Ježíšova (spolu s Josipem Vancašem), věznici, Aškenázskou synagogu, Šeriatskou školu a desítky dalších. Na vzhledu města se výrazně podepsalo i několik dalších českých architektů – např. František Blažek, Karel Pánek, Marian Pařík (syn Karla Paříka), Jan Kotěra, Bedřich Hacar, Josef Pospíšil a další. Inspirací jim byla mnohdy vídeňská ulice Ringstraße (např. u domu penzijního fondu). Moderní budovy vznikly jak v historizujících stylech typických pro Rakousko-uherské mocnářství, tak i ve stylu maurském (Šeriatská škola, budova knihovny, aškenazská synagoga). Dvě kasárny (Filipovićova a Jajce) byly postaveny ve slohu secesním. V letech 1886 až 1887 proběhla komplexní regulace koryta řeky Miljacky tak, aby se neopakovaly povodně, které v minulosti ničily střed města. Na březích řeky vznikla celá řada reprezentativních budov, jakými jsou např. Hlavní pošta, budova Právní fakulty, Akademie výtvarných umění apod. Vznikl tak základ současného panoramatu Sarajeva. I přes ohromnou proměnu ale bylo osmanské dědictví stále přítomné
Pozornost byla věnována i vzniku nových náboženských objektů. V centru města byla postavena nová katolická katedrála i pravoslavný chrám. Benjamin Kállay se zasadil o údržbu a rozvoj stávajících muslimských objektů v centru města. Otevřeno bylo také gymnázium a základní školy, které byly zřízeny podle rakouského vzoru. Do nich mohli chodit žáci všech konfesí, byly však oddělené na školy dívčí a školy chlapecké. Založeny byly i technické školy, které měly zajistit vyučenou pracovní sílu pro rychle rostoucí továrny. V roce 1918 bylo v Sarajevu celkem 16 základních škol, tři gymnázia a těsně před válkou zde byla zřízena i lesnická fakulta.

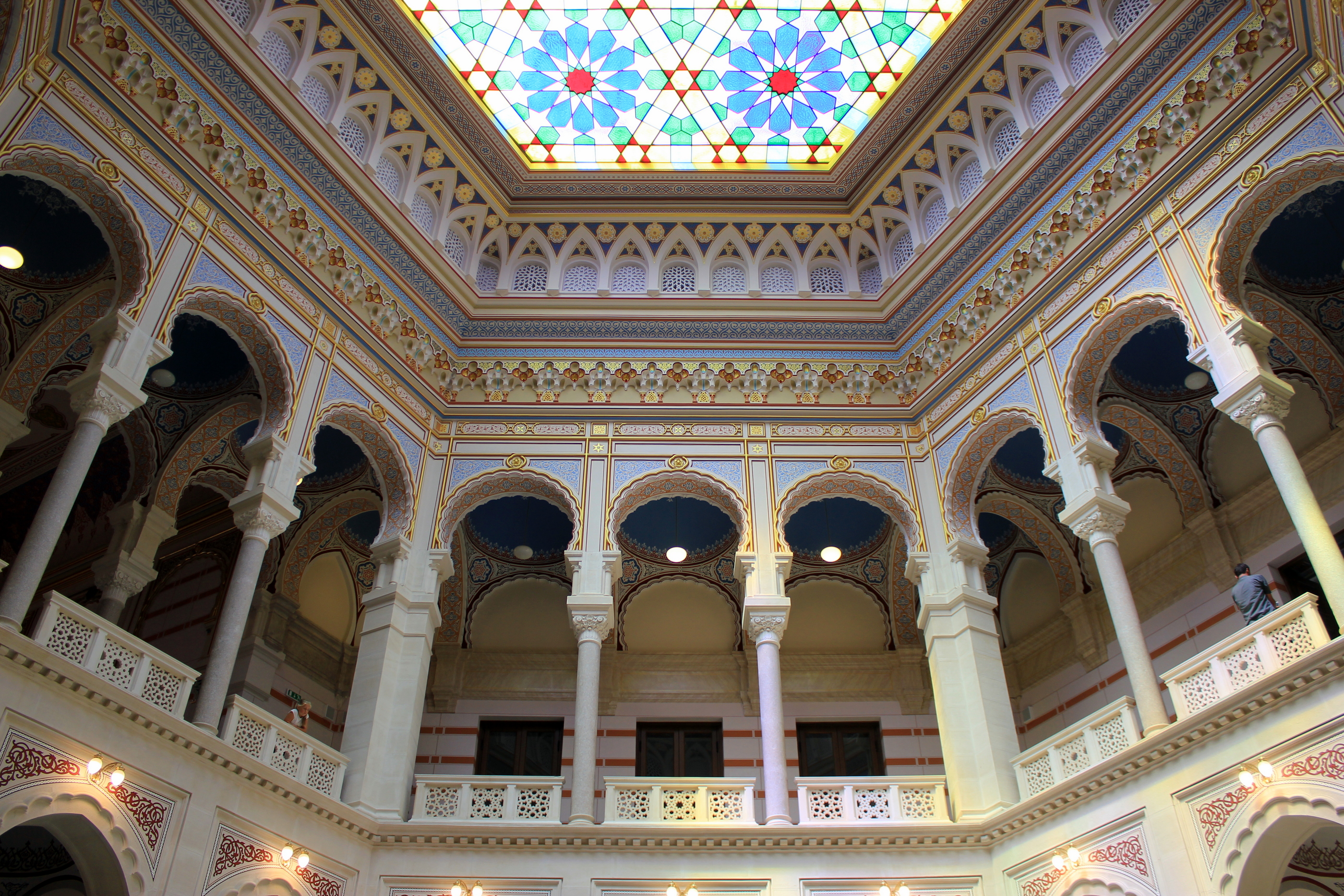
Interiér sarajevské univerzitní knihovny
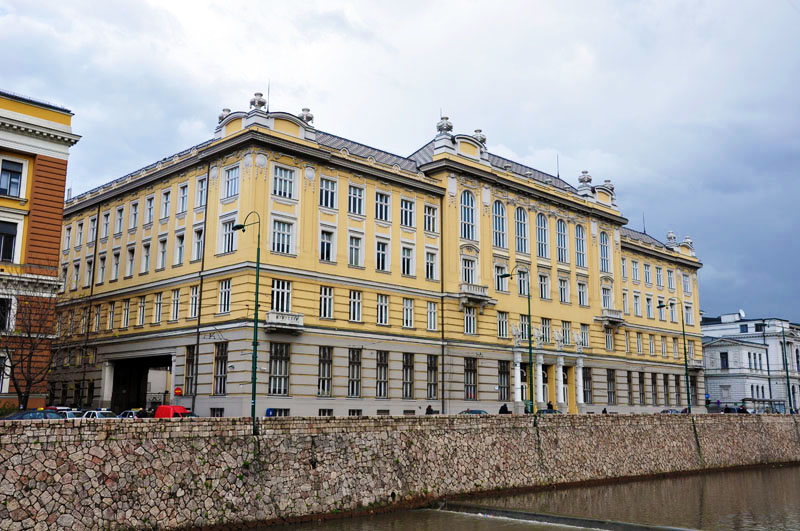
Budova hlavní pošty
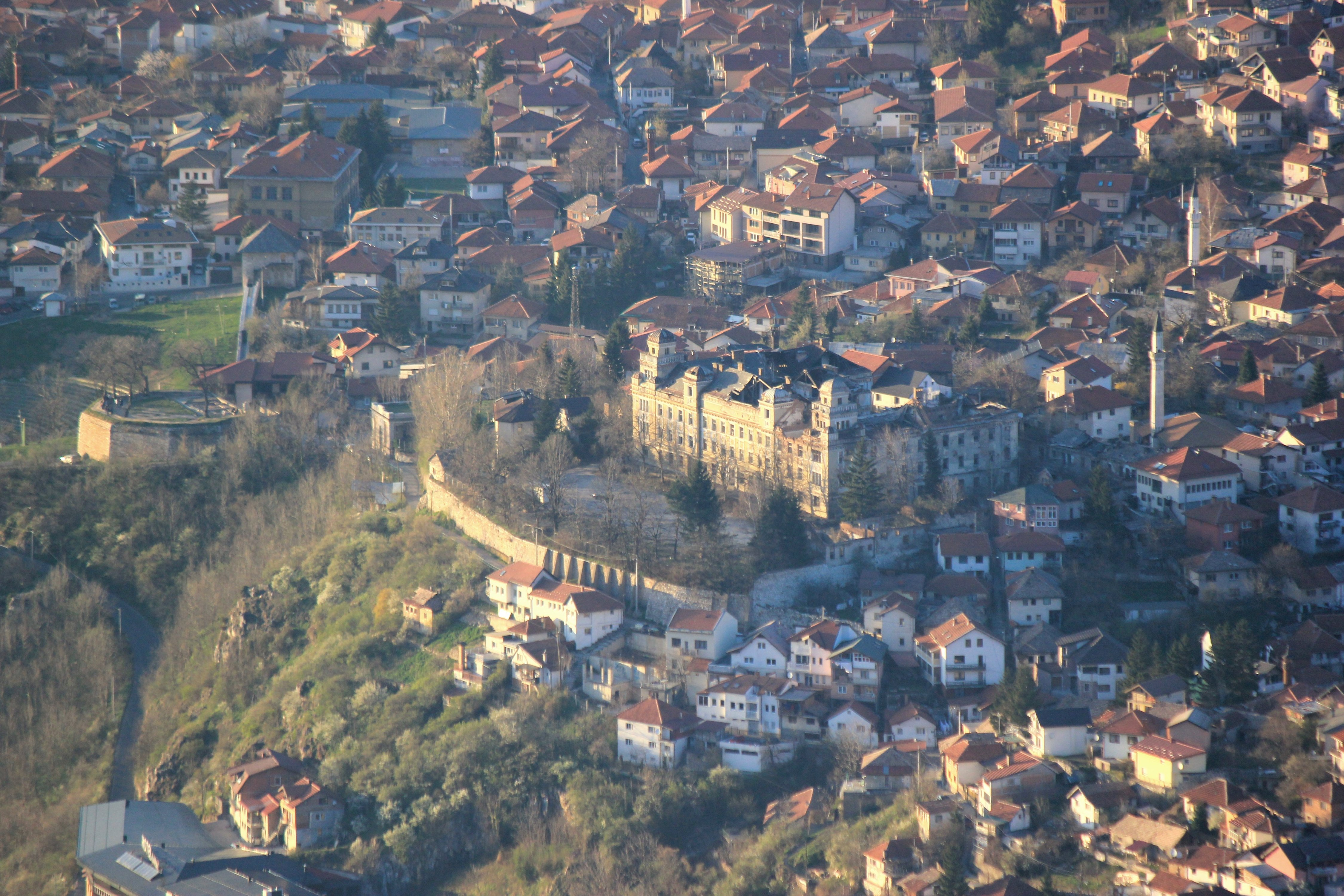
kasárna Jajce
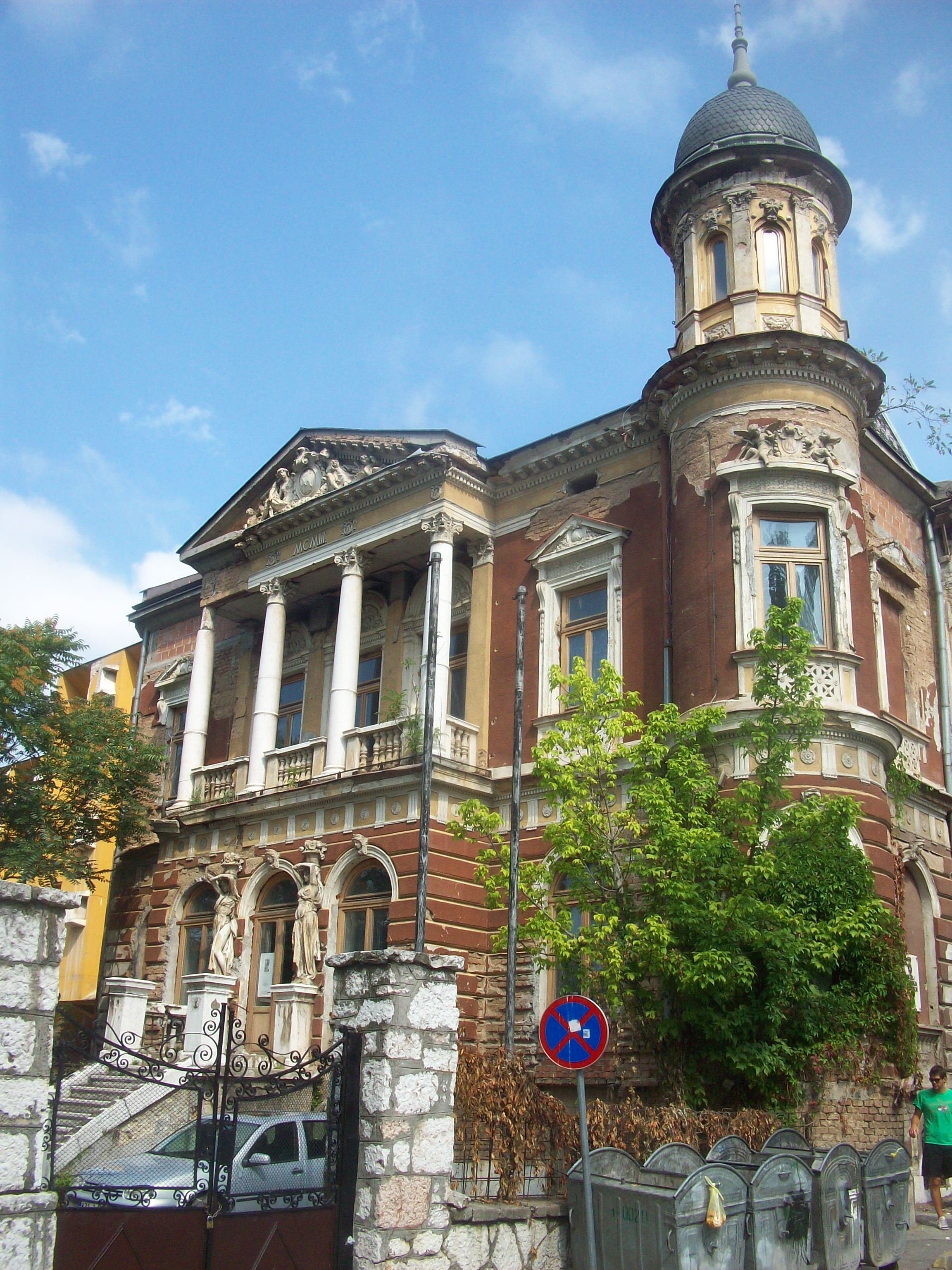
Vila Mandić dle Paříkova návrhu
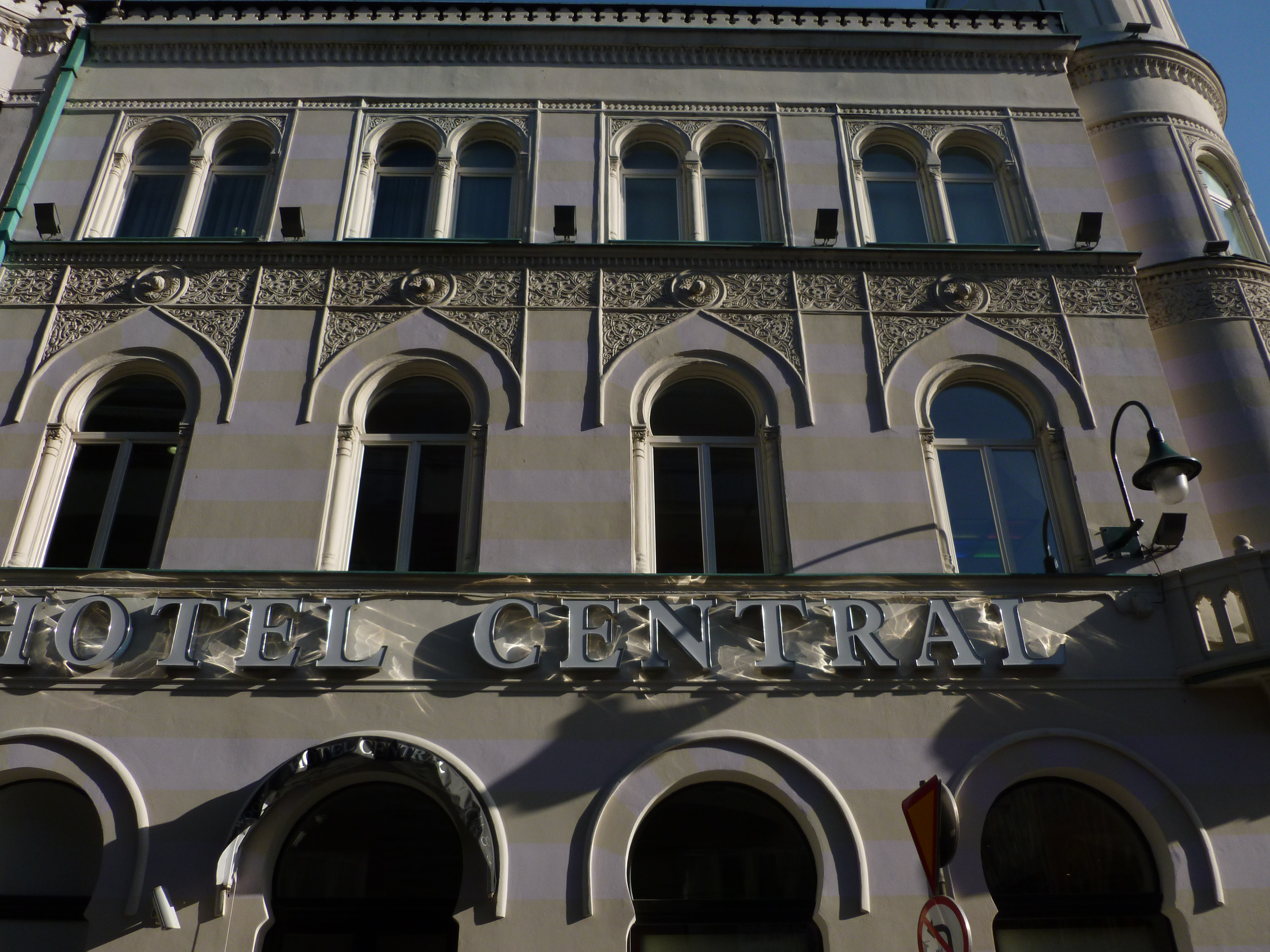
Hotel Central ve středu města
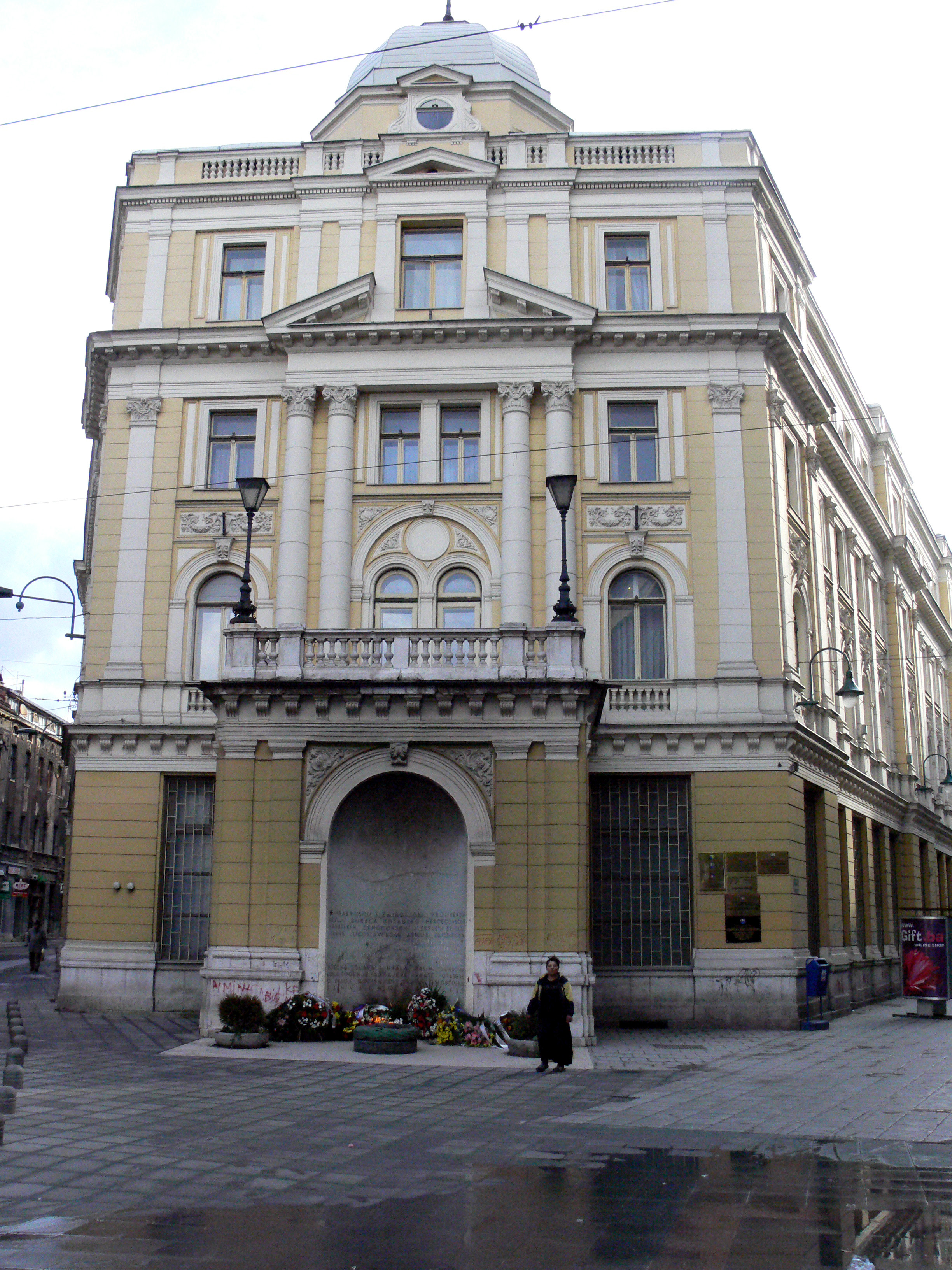
budova zemské banky na Titově třídě
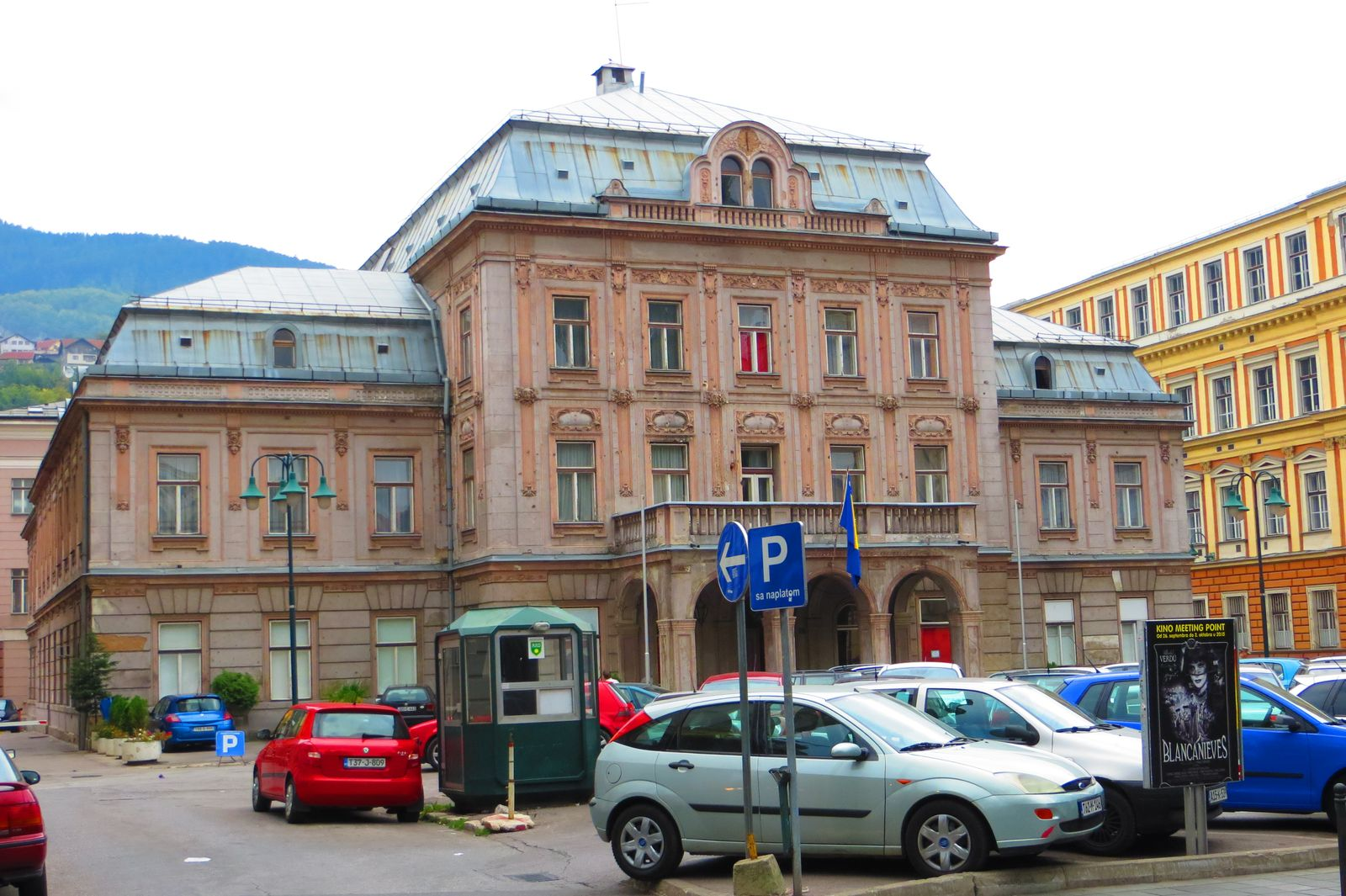
Dům armády
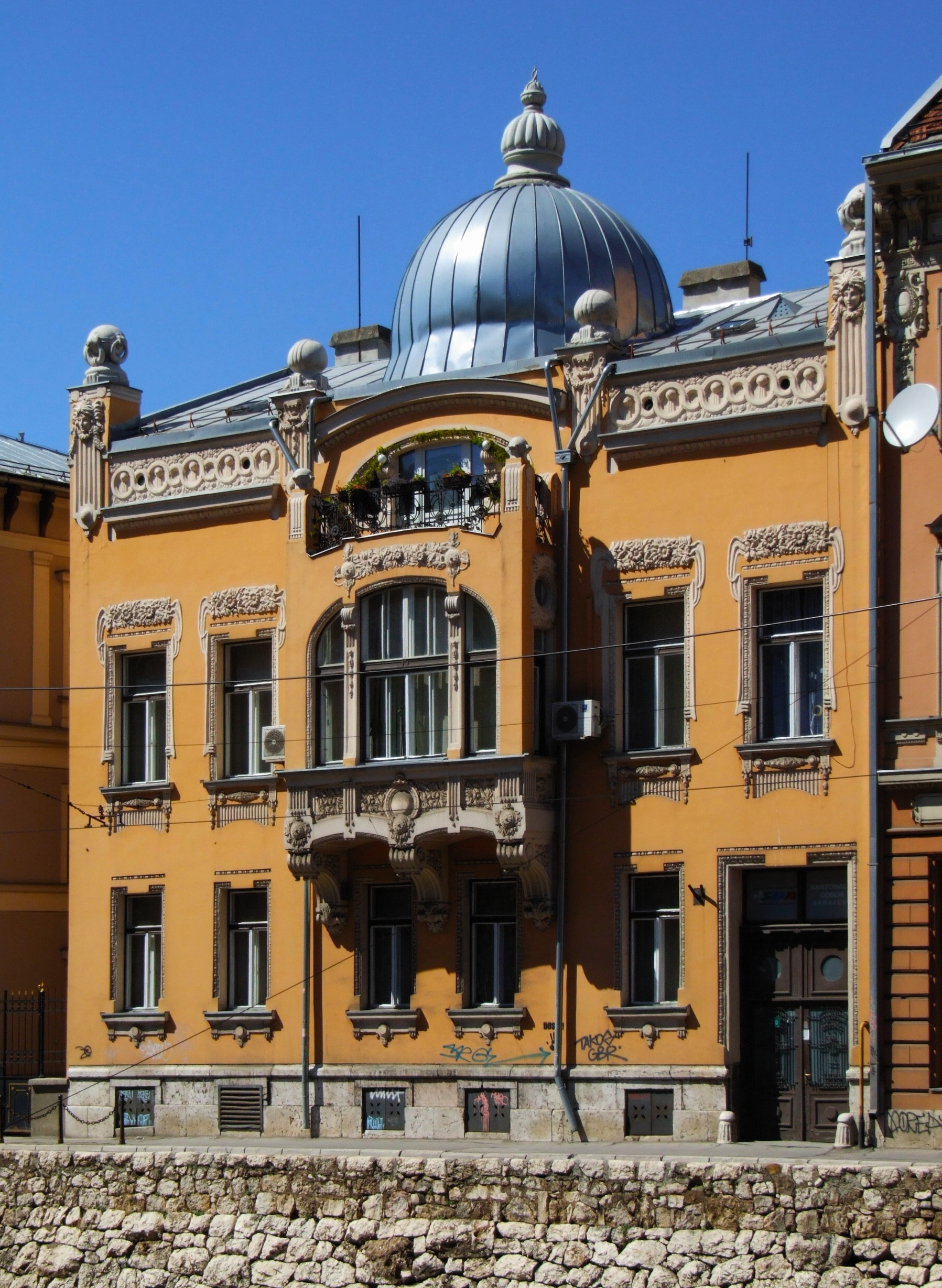
Secesní dům na nábřeží řeky Miljacky
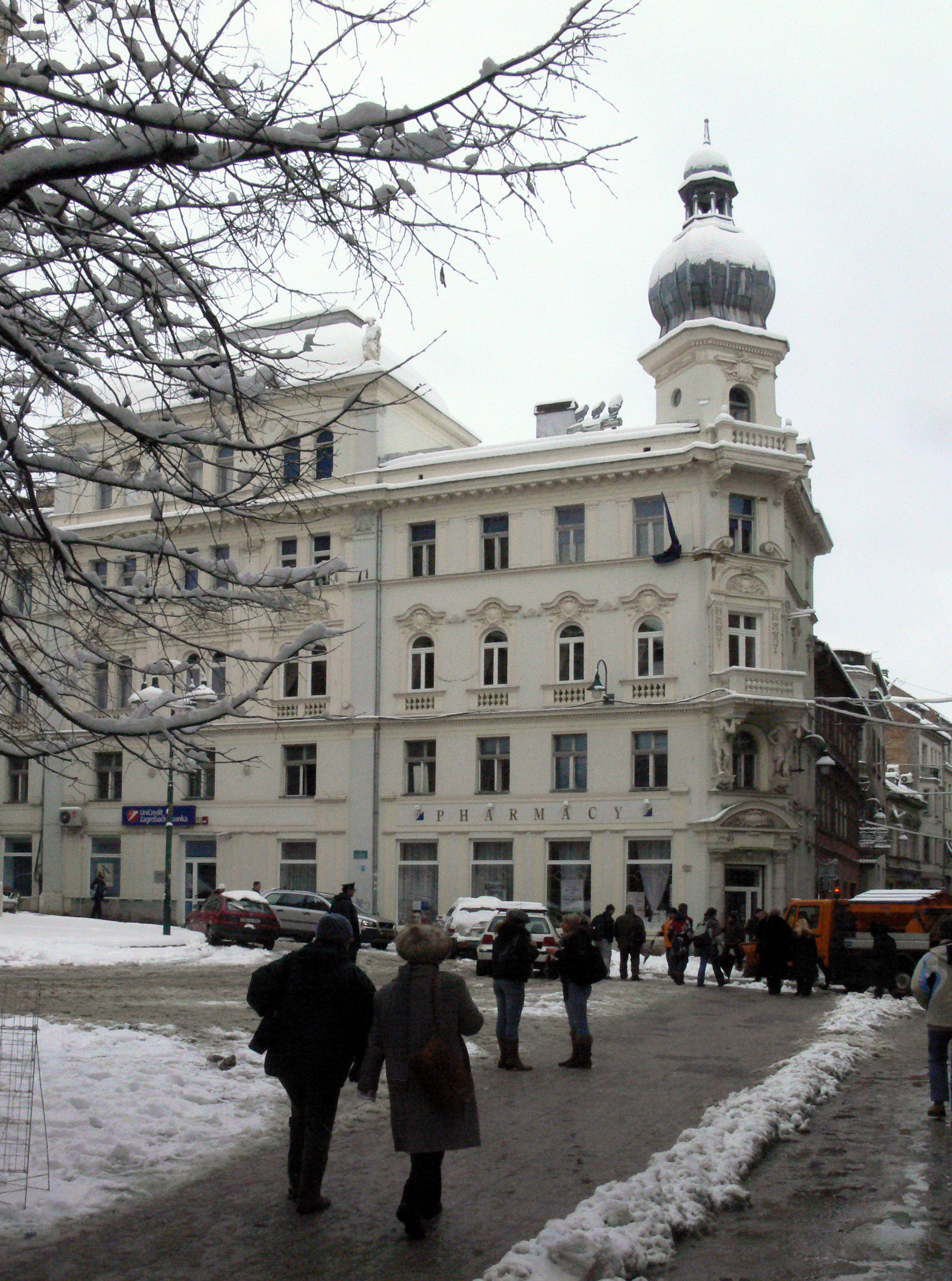
Dům M. Babiće v centru Sarajeva

Stavební rozvoj kopíroval i nárůst počtu obyvatel. Zatímco v roce 1879 žilo v Sarajevu 21 337 lidí, roku 1895 to bylo 38 083 obyvatel a v roce 1910 51 919 lidí. Tento nárůst byl způsoben jednak příchodem původních sedláků do města, jednak také úředníků, učitelů, techniků a dalších odborníků z celého Rakousko-Uherska, kteří se snažili o rozvoj sto let zaostalého města. Vzhledem k tomu, že historicky bylo obyvatelstvo Bosny a Hercegoviny na venkově většinou křesťanské (ať pravoslavné, nebo katolické), došlo k proměně konfesního zastoupení. Zatímco v roce 1879 bylo město většinově muslimské, roku 1910 byl podíl muslimského a katolického obyvatelstva 1:1.
Od roku 1884 mělo město Sarajevo i vlastní statut a vlastní zastupitelstvo, ve kterém zasedalo 27 členů. Jen část z něj však byla volena ve volbách; volit mohli pouze muži starší 24 let a jen v případě, že platili daně.
Sarajevo navštívil roku 1910 i císař František Josef I. V témže roce zde také zasedal i první bosenský parlament – Sabor. Vznikaly první bosenské politické strany.
Úzkým hrdlem pro další růst a rozvoj města se stala úzkorozchodná železnice. Proto v roce 1913 přijal výše zmíněný Sabor plán rozvoje železnic v Bosně a Hercegovině. Ten počítal mimo jiné s výstavbou dráhy standardního rozchodu kolejí; původní trať byla pro potřeby nákladní dopravy už na hraně své kapacity.
V roce 1914 se Sarajevo stalo dějištěm události světového významu, a sice atentátu na Františka Ferdinanda d'Este. 28. června 1914 byl na konci Latinského mostu u budovy radnice postřelen následník rakousko-uherského trůnu, který týž den zraněním podlehl. Útočníkem byl srbský nacionalista Gavrilo Princip. K atentátu došlo v atmosféře napjatého vztahu mezi Rakousko-Uherskem a Srbskem. Atentátu předcházelo rozsáhlé rakouské vojenské cvičení v okolí města, které místní srbské obyvatelstvo vnímalo do jisté míry jako provokaci.[zdroj?] Událost dala podnět k první světové válce, ve městě vzplanuly první násilnosti mezi tamějšími Srby, Bosňáky a Chorvaty. Jen den po atentátu byly rabovány sarajevské obchody, o kterých se vědělo, že jejich vlastníci jsou srbské národnosti.

## První světová válka

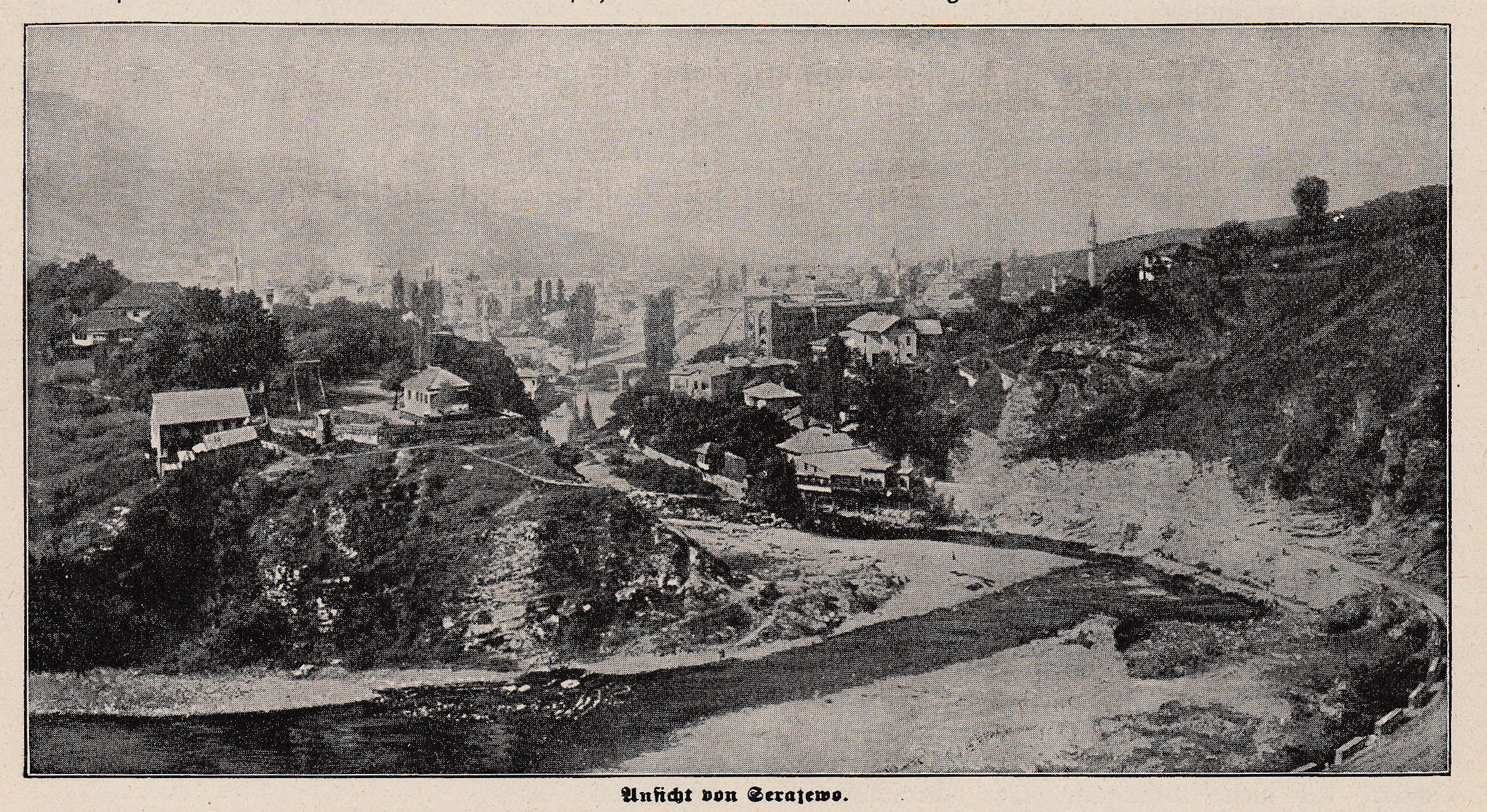
Pohled na město v roce 1915

Hned po atentátu byl vyhlášen výjimečný stav. V Sarajevu měl být formován tribunál, který by atentátníky odsoudil a vynesl tresty smrti. Byla prováděna masová zatýkání Srbů a Černohorců, kteří nebyli původem z Bosny, ale přesto se zdržovali v Sarajevu (byli prošetřování). Byla rozpuštěna organizace Gajret a řada dalších. O několik měsíců později byl rozpuštěn i Sabor (bosenský parlament), který ale po atentátu již nezasedal.
Po vypuknutí války bylo obyvatelstvo Sarajeva částečně mobilizováno, aby bojovalo na straně rakousko-uherské armády, místní Srbové se dobrovolnicky hlásili do řad armády srbské. Frontová linie ani přímé boje sice do Sarajeva nikdy nepronikly, po celou dobu války však město trpělo, stejně jako celé Rakousko-Uhersko, nedostatkem potravin a dalšího zboží.

## Meziválečná Jugoslávie

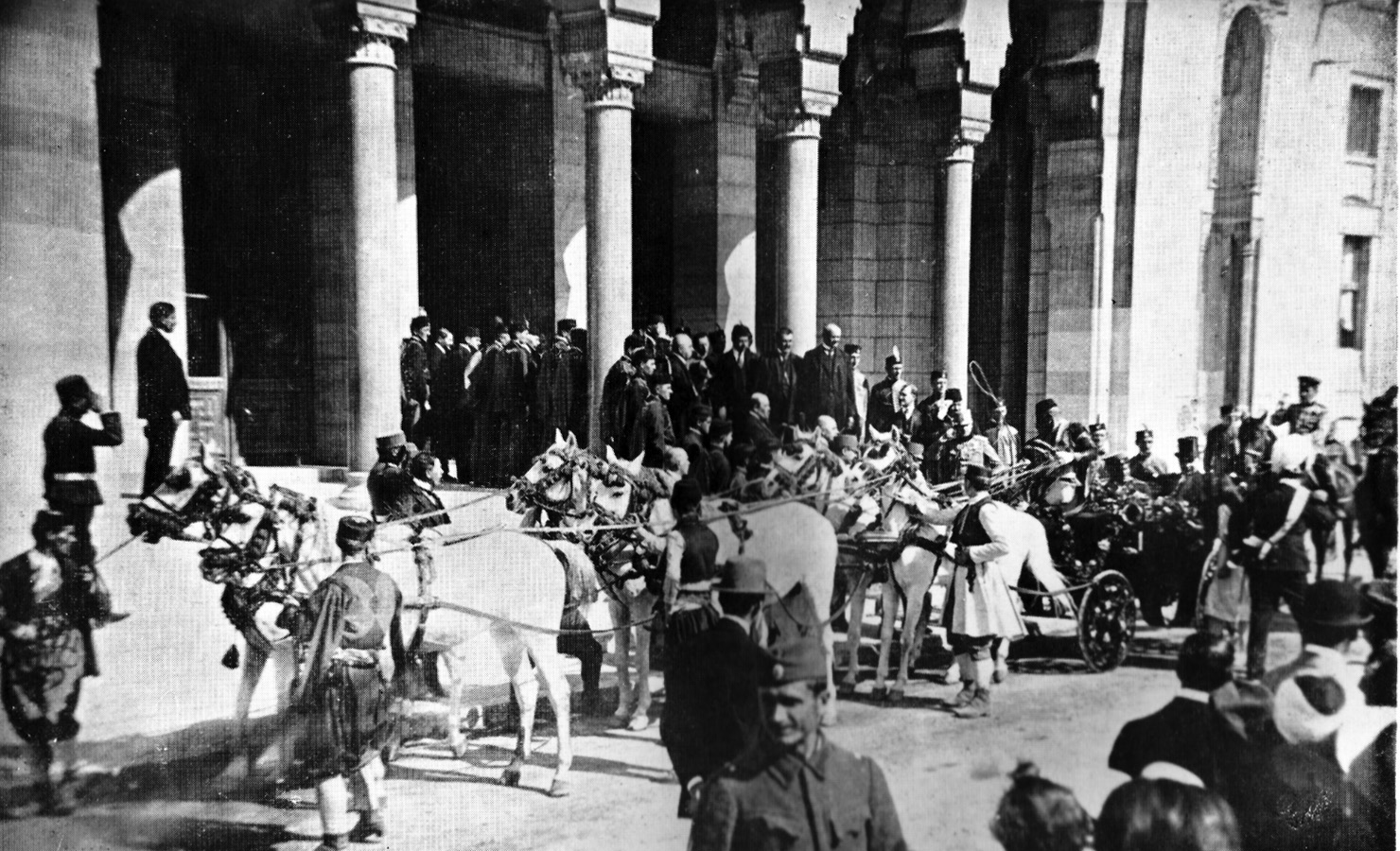
Příjezd krále Alexandra I. do Sarajeva

Od roku 1918 se město stalo součástí nejprve Státu Slovinců, Chorvatů a Srbů, později Království SHS a od roku 1929 Království Jugoslávie. Dne 6. listopadu 1918 vstoupila do Sarajeva srbská armáda. To znamenalo konec války.
Na počátku meziválečné éry zde žilo mezi 60 a 70 tisíci obyvatel. Sjednocením Jugoslávie nicméně město ztratilo svojí roli regionálního centra, až do roku 1929 bylo pouze oblastním městem. Většina úřadů byla přemístěna do Bělehradu. Teprve až od roku 1929 se stalo střediskem tzv. Drinské bánoviny, jedné z devíti administrativních jednotek v rámci království.
Ve snaze zbavit se zahraničního vlivu vydala tehdejší jugoslávská vláda v roce 1919 tzv. nařízení o vyhnání cizinců, na základě něhož byli bývalí rakousko-uherští odborníci nuceni město opustit, neučinili-li tak již v roce 1918 v souvislosti s politickými změnami. Řada z nich v Sarajevu dlouhodobě žila. Museli odejít i někteří Češi; rozhodnutí vlády vyvolalo nevoli i v Praze a dalších evropských městech. Majetky vyhnaných příslušníků nejihoslovanských národností byly konfiskovány jugoslávskou vládou. Později bylo opatření tehdejším ministrem vnitra Pribićevićem zmírněno, nicméně na Sarajevo vzhledem k přítomnosti nemalého počtu dosídlenců z celého bývalého Rakousko-Uherska dopadlo velmi těžce.
Kulturní život v meziválečné době byl v Sarajevu poměrně bohatý. Mimo jiné jej tvořily různé spolky, např. Sloga, Lira, Gajret a Trebević. V roce 1921 bylo otevřeno i dnešní sarajevské národní divadlo.

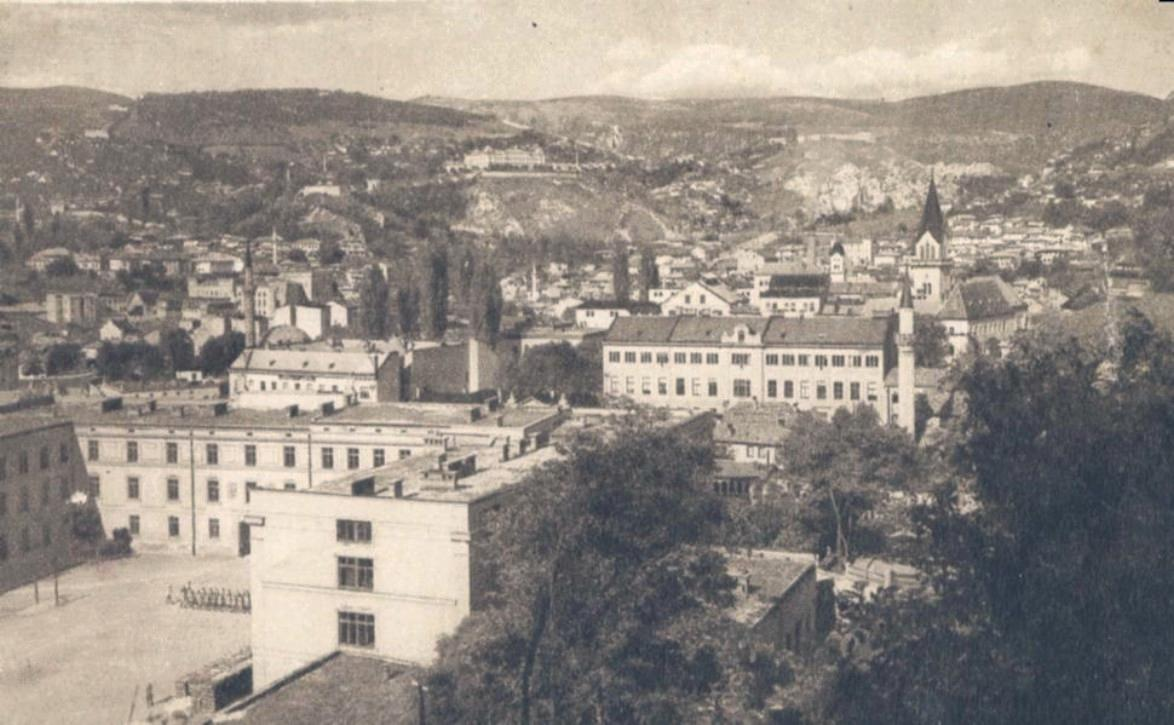
Pohled na město v roce 1934

Ekonomické poměry meziválečné Jugoslávie nicméně neumožňovaly dynamičtější rozvoj města. I přesto byla postavena řada moderních budov, které odrážely umělecké i architektonické tendence své doby. Jednalo se např. o sídlo Hypoteční banky, dnešní budovu Centrální banky Bosny a Hercegoviny, Vakufský mrakodrap (první reprezentativní výšková budova v centru města), nebo Vakufský dům, jehož architektem byl Čech Marián Pařík, syn Karla Paříka. Stavební rozvoj však probíhal zcela neorganizovaně; město nemělo vlastní územní plán v podobě, jakou disponovaly např. Záhřeb, nebo Bělehrad. Zatímco v Bělehradě byla diskutována budoucí podoba sítě ulic a modernistická vize metropole jugoslávského státu, v Sarajevu rostly nové budovy v historickém centru, namísto parků vznikaly nové domy v podstatě kdekoliv, kde se našlo volné místo. Teprve až v roce 1938 místní radnice zamýšlela, že vypíše na regulační plán, který by budoucnost města narýsoval, veřejnou soutěž. Nic z toho se ale neuskutečnilo kvůli druhé světové válce.
V roce 1930 bylo do Sarajeva zavedeno letecké spojení prostřednictvím vnitrostátní linky, která spojovala hlavní město Bosny s Bělehradem a Podgoricí.
Případný další rozvoj města utlumila také Velká hospodářská krize, která na Jugoslávii, jenž byla chudší evropskou zemí, dopadla poměrně silně. Na řadu nových projektů se nedostávalo finančních prostředků. Dle informací tamní hospodářské komory okolo deseti až patnácti tisíc obyvatel města vyžadovalo pomoc od státu. Celé továrny byly opuštěny. I přesto však bylo postaveno několik hotelů, škola v místní části Vratnik, nebo obytný komplex Crni Vrh.

## Druhá světová válka

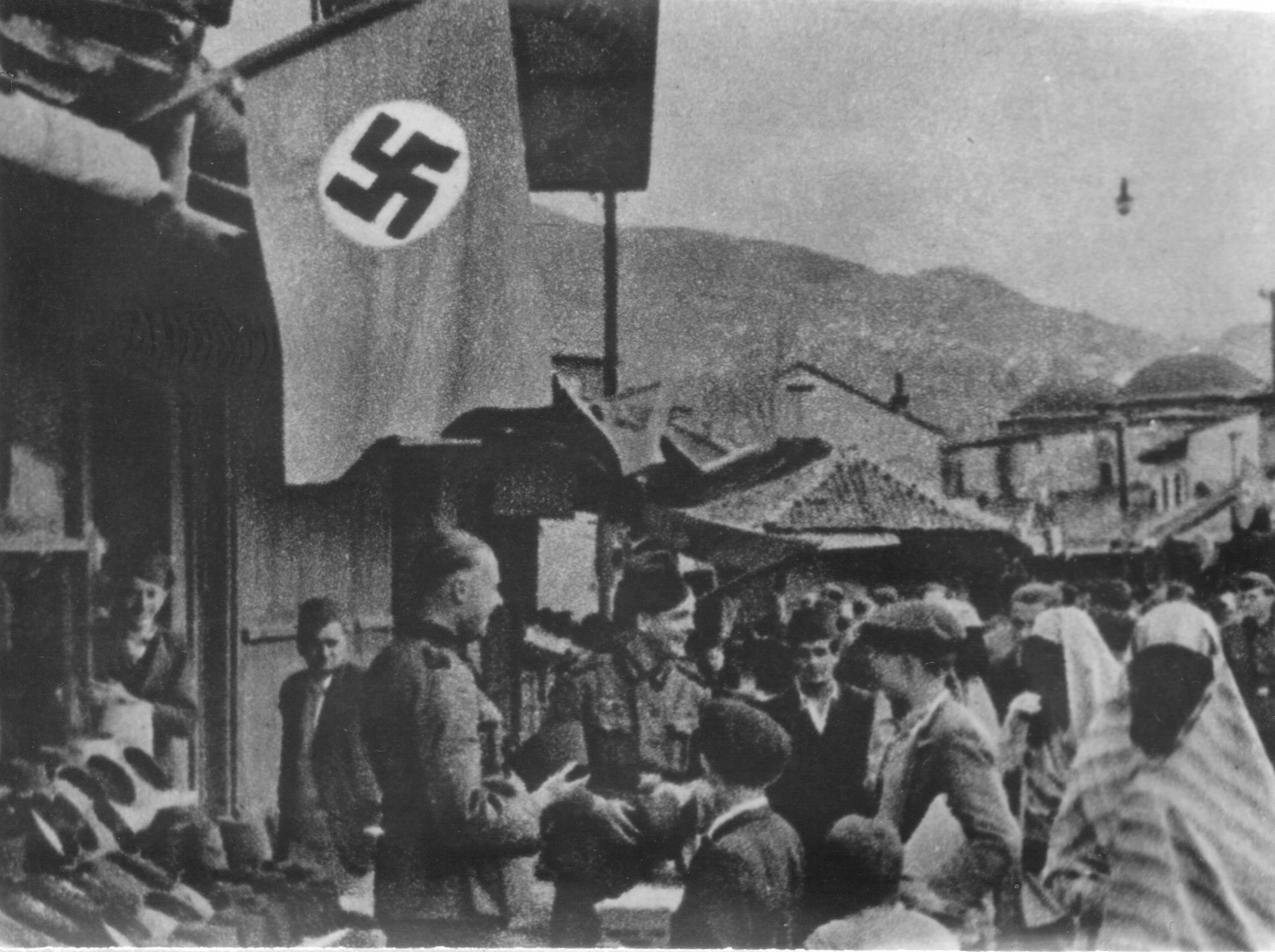
Německá okupace Sarajeva

Radikální změnu politického uspořádání přinesla druhá světová válka. Království Jugoslávie se rozpadlo během invaze Německa a Itálie, na území Chorvatska a Bosny a Hercegoviny vznikl fašistický Nezávislý stát Chorvatsko. Několik dnů po vypuknutí války v dubnu 1941 byla přes Sarajevo evakuována jugoslávská vláda a následník trůnu Petr II. Vláda cestovala z Bělehradu přes město Zvornik do Sarajeva a potom do černohorského Nikšiće, a odtud do zahraničí.
Město bylo bombardováno německým letectvem 6. dubna 1941. Během tohoto leteckého úderu byla zasažena budova starého nádraží, pošty, několik hotelů a různých dalších objektů v centru města a škol. Poničeno bylo také letiště v Rajlovaci. Ve dnech 12. a 13. dubna nálet provedlo italské letectvo. Dne 15. dubna 1941 město obsadila německá vojska. Na konci měsíce byla do města vyslána výprava pod vedením chorvatského ustašovce Slavka Kvaternika, která měla spolu s německým vojskem vytvořit základní podmínky pro začlenění města do Nezávislého státu Chorvatsko. V něj bylo město Sarajevo administrativně začleněno do župy Vrhbosna. Hlavní třída (dnes Maršála Tita) byla pojmenována na počest fašistického vůdce Chorvatska po Ante Pavelićovi. U staré pevnosti Vraca jižně od středu města bylo zřízeno popraviště, kde se fašistický režim vypořádával se svými odpůrci. Popravováni zde byli např. partyzáni. Po celém městě probíhala rychlá zatýkání odpůrců nového režimu. Městem také procházela hranice sfér vlivu, resp. přítomnosti armád Německa a Itálie.
Za vlády tzv. Ustašovců docházelo k systematickému vyvražďování hlavně Srbů a také Židů. Židé, Srbové, Romové a političtí protivníci fašistického režimu byli odváženi do koncentračních táborů. Holokaust těžce dopadl i na židovskou komunitu, která byla početná a jejíž tradice sahala až do 16. století. Do koncentračních táborů bylo odvezeno několik tisíc místních Židů. Někteří se v předvečer zatýkání a transportů pokoušeli utéci do Mostaru a dalších míst, kde nebyli němečtí vojáci přítomni. Činnost všech srbských i židovských organizací byla zakázána. Konfiskované majetky Židů (byty, obchody) byly přidělovány pohlavárům ustašovského režimu a německým vojákům.
Ve snaze získat si místní obyvatelstvo se zároveň chorvatští fašisté snažili muslimské Bosňáky zahrnout do svého národního korpusu, aby tak dosáhli navýšení počtu obyvatel svého vlastního národa, zároveň se formou provokací snažili vyostřit jejich vztahy s bosenskými Srby. Řada Srbů se proto pokoušela uniknout na východ do Němci okupovaného Srbska, kde byly poměry relativně mírnější.

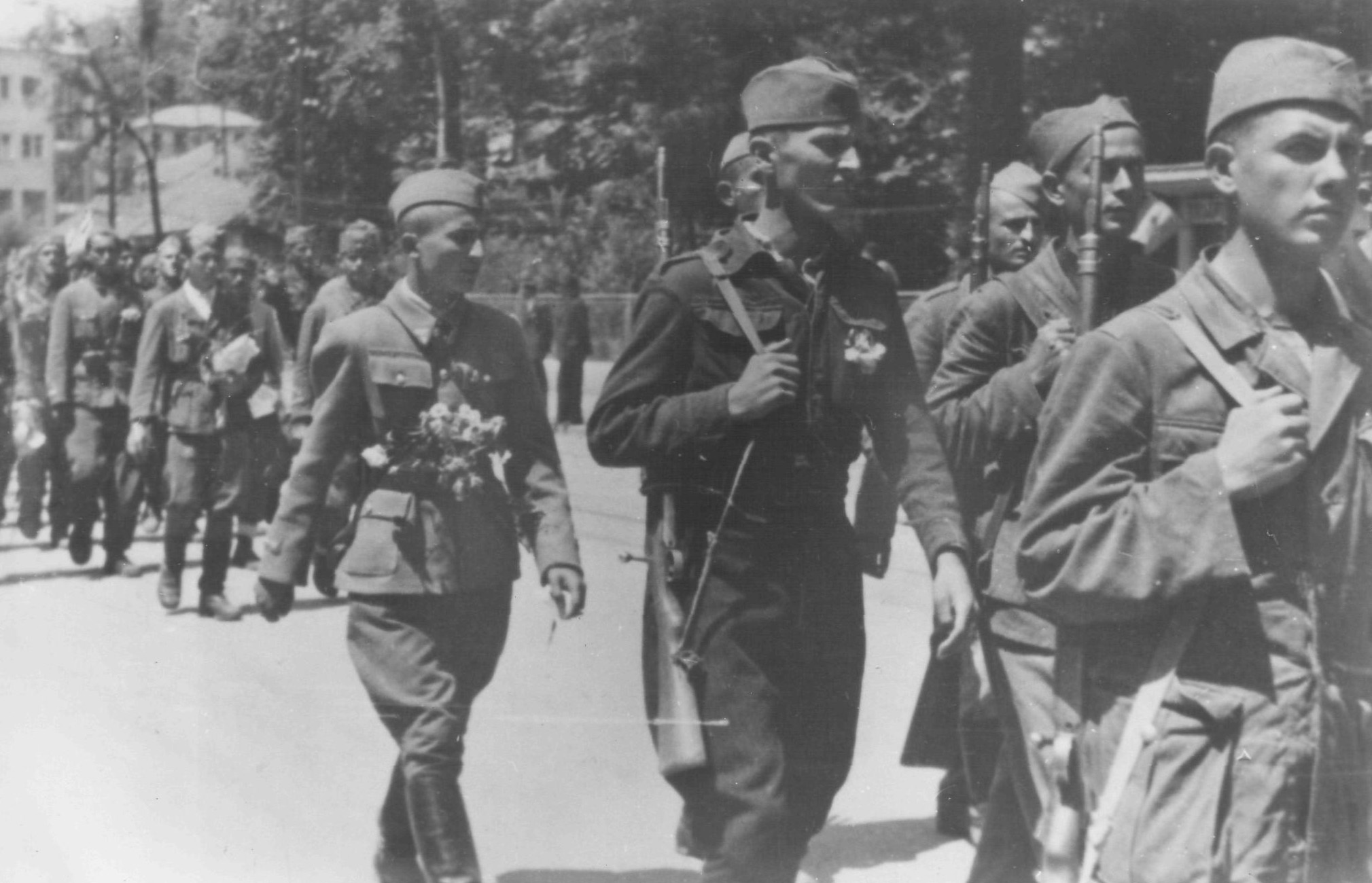
Jugoslávští partyzáni v Sarajevu

V červnu 1941 dorazila do Sarajeva výzva komunistické strany Jugoslávie k ozbrojenému povstání. Pro Sarajevo byl zřízen regionální vojenský štáb, do jehož čela byli jmenováni Slobodan Princip a Hasan Brkić (jako politický komisař). Boj se měl ale odehrávat v horách okolo města, v samotném Sarajevu však byly vedeny různé jiné ilegální aktivity, například sabotáže a diverzní akce s cílem způsobit nepříteli škody. Zpočátku však byly partyzánské útoky na četnické stanice a telegrafní vedení neúspěšné. V Sarajevu se snažilo působit i četnické hnutí, nicméně nenalezlo potřebnou podporu mezi místním obyvatelstvem.
Proti komunistickým buňkám v Sarajevu prováděli ustašovci i němečtí nacisté zátahy. Tvrdé represe okupantů motivovaly stále více místních, aby vstupovali do partyzánských jednotek. Zatýkání dosáhlo značných rozměrů v roce 1943, kdy dospělo vedení místní organizace komunistů k závěru, že bude nezbytné nahradit padlé. Tento úkol byl svěřen Vladimirovi Perićovi, známému pod přezdívkou Valter. Němcům se nepodařilo Periće vystopovat až do závěrečných bojů o město; Valter padl až 6. dubna 1945. Jeho boj byl později jugoslávskou historiografií glorifikován, stejně jako řada dalších partyzánů. Byl o něm dokonce natočen i kultovní film (Valter brani Sarajevo), který získal populární status nejen v Jugoslávii, ale i v Čínské lidové republice. Kultovní scény z filmu byly známy v celé Jugoslávii.
V závěru války se shromáždilo v Sarajevu několik desítek tisíc uprchlíků z celé Bosny. Město bylo navíc bombardováno letouny amerického a britského letectva. Poslední snahou Ustašovců udržet město pod kontrolou bylo vyslání Vjekoslava Luburiće ze Záhřebu do Sarajeva. Byly prováděny nové procesy a nové popravy, celkem zahynulo na začátku jara 1945 okolo tří stovek lidí, mnozí z nich byli oběšeni v lokalitě Marijin dvor na západě města.
Boje za osvobození města (tzv. Sarajevská operace) se uskutečnily po obsazení Mostaru a Travniku ze strany partyzánského vojska a Sarajevo bylo jedním z mála větších sídel v oblasti, které zůstávaly pod ustašovskou, resp. německou kontrolou. Sarajevo bránily tři německé pěší divize, tři divize chorvatského vojska, několik dělostřeleckých jednotek a tanků, dle odhadů partyzánské armády celkem 38 tisíc lidí. V bojích za osvobození města padlo 637 partyzánů, 2020 lidí bylo raněno, německá strana měla pravděpodobně více mrtvých. Několik tisíc vojáků bylo zajato. Sarajevo bylo nakonec osvobozeno partyzánskými jednotkami komunistického odboje dne 5. dubna 1945. Jen za léta 1941 až 1945 přišlo v Sarajevu o život (včetně Židů) na 10 tisíc lidí.

## Socialistická Jugoslávie

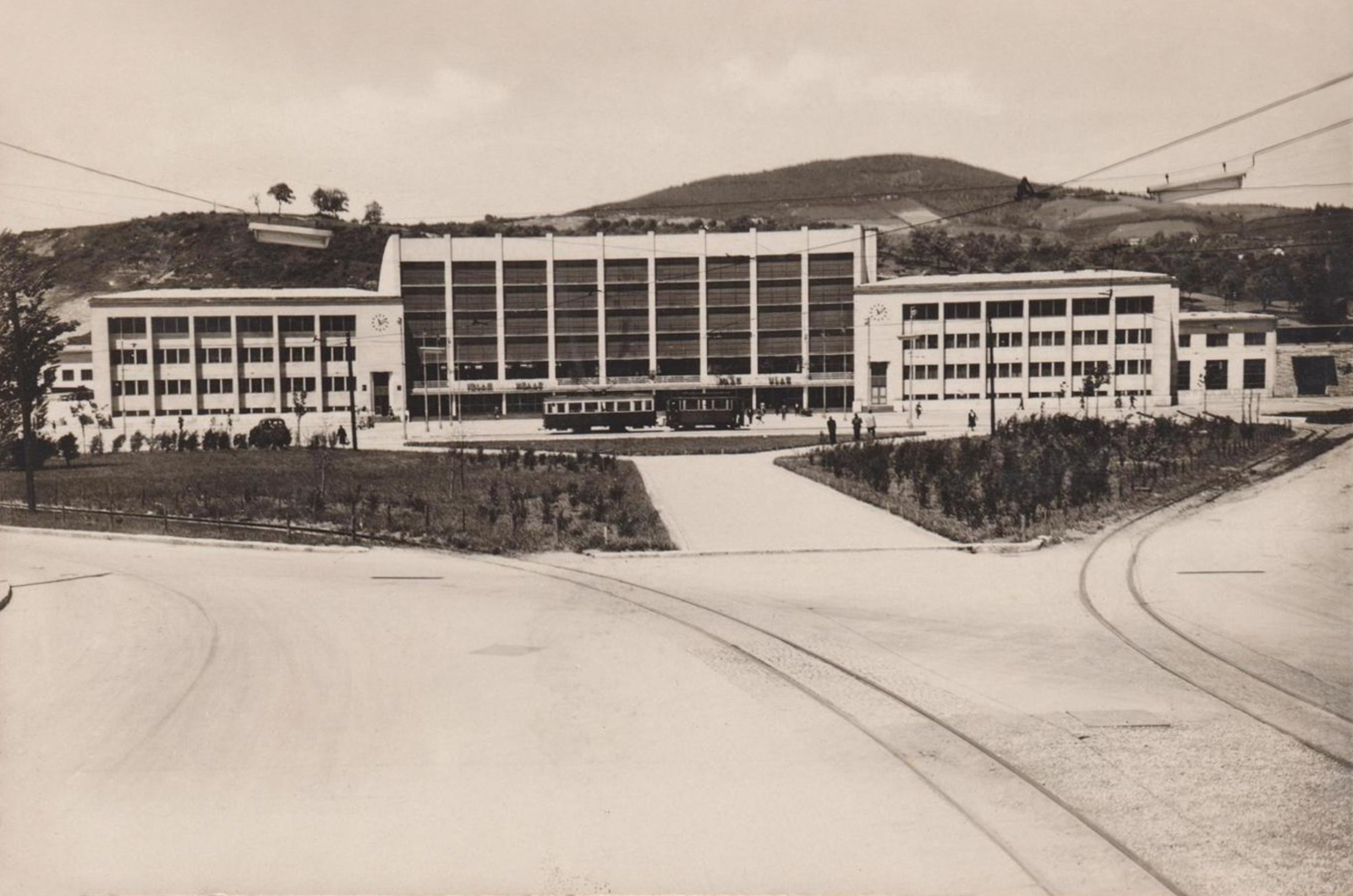
Nová budova nádraží postavená po válce

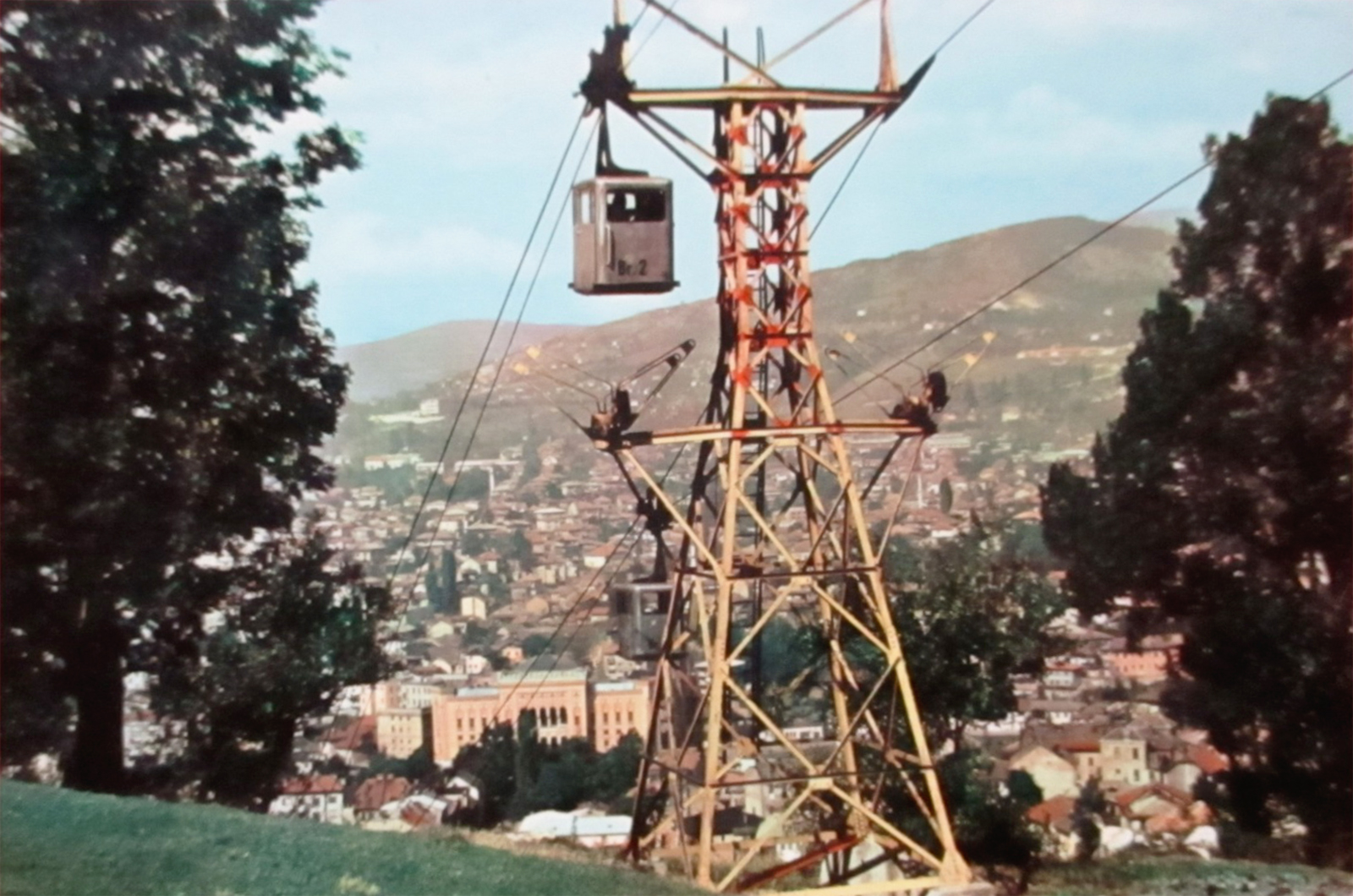
Lanová dráha na vrchol Trebević v závěru 50. let 20. století

Po osvobození města a ustanovení socialistické Jugoslávie v čele s Josipem Brozem Titem se Sarajevo stalo hlavním městem Bosny a Hercegoviny jako jedné z jejích šesti republik. V dubnu 1945 byl zřízen městský výbor národního osvobození (srbochorvatsky Gradski narodnooslobodilački odbor), který rozhodl o rozdělení města do devíti správních obvodů. O měsíc později bylo toto změněno na čtyři rajóny, terminologie byla převzata z praxe ze Sovětského svazu. Na podzim 1945 se uskutečnily volby do městského zastupitelstva, první po válce. Řešen byl také problém prázdných bytů, které zůstaly po padlých, po okupačních vojácích nebo chorvatských ustašovcích. Město pořádalo různé aukce, nakonec mělo ale problém zabránit tomu, aby byty neobsazovali příslušníci partyzánské armády svévolně.
V Sarajevu, stejně jako v dalších městech celé znovusjednocené Jugoslávie, nastala otázka vypořádání se se strůjci kolaborantských režimů. Soudní procesy se konaly ve všech větších městech země, např. v Bělehradě, v Lublani nebo v Záhřebu, v Bosně také v Banja Luce. V Sarajevu se v roce 1948 uskutečnil proces s několika intelektuály muslimské víry. Obviněni byli ze zločinů proti lidu a státu a z podpory vzniku divize SS Handschar. Jugoslávská historiografie jej označovala za proces se skupinou Dobrača (dle Kasima Dobrači, předsedy organizace El-Hidaje). Tresty odnětí svobody byly jemu i dalším ale později zmírněny.
Krátce po válce mělo Sarajevo 108 000 obyvatel. Kromě příchodů lidí, kteří museli město kvůli válce opustit, přitahovalo další přistěhovalce především díky překotné industrializaci Bosny a Hercegoviny, se kterou počítal první pětiletý plán a který znamenal výstavbu nových továren. Těžký průmysl se sice Sarajevu vyhnul, i tak zde ale byly postaveny početné nové závody.

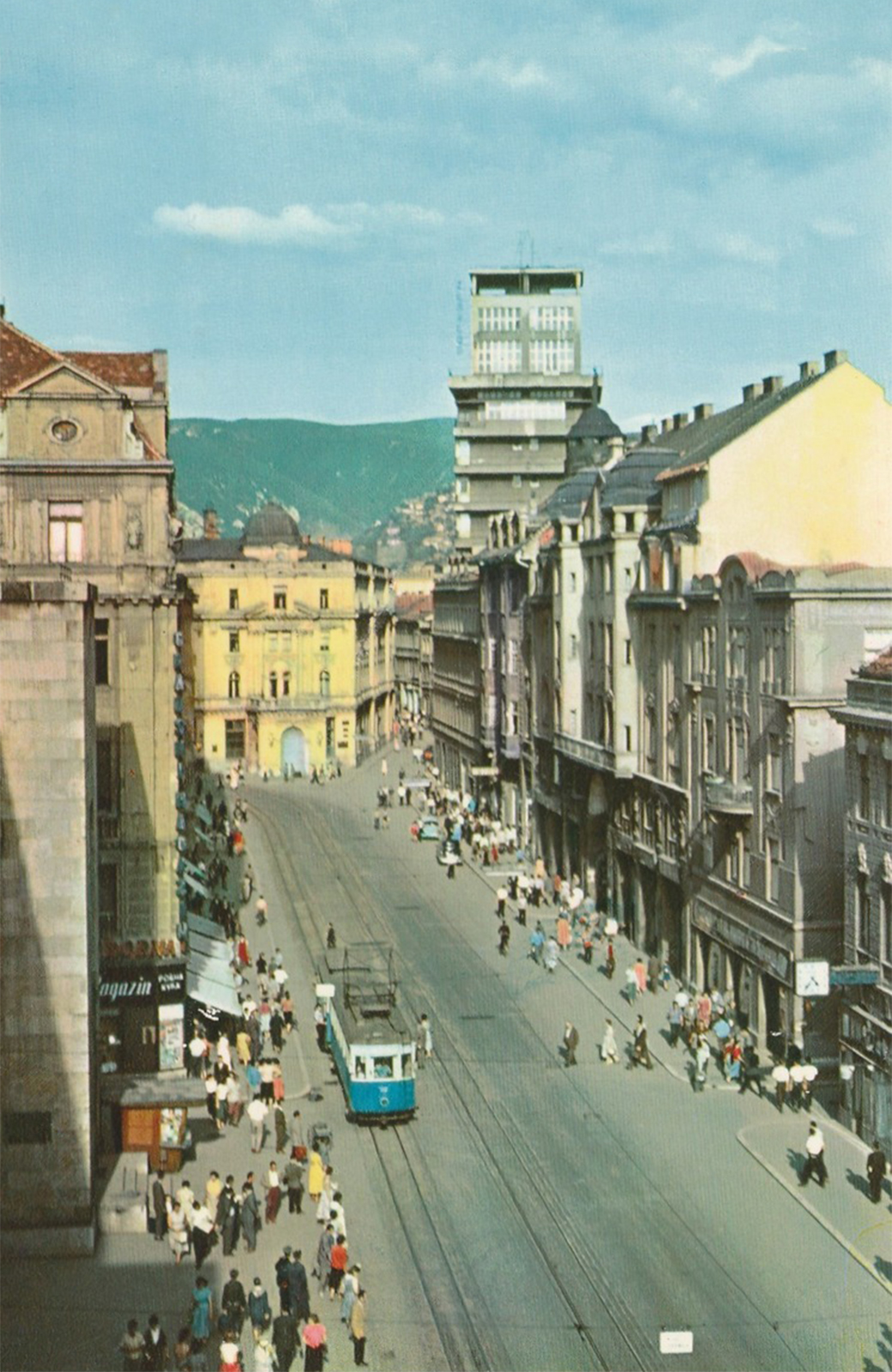
Střed města v 50. letech 20. století

Za pomocí československých odborníků byl vypracován nový urbanistický plán metropole republiky. V samotném Sarajevu bylo nezbytné obnovit bytový fond. Za pomocí dobrovolnických brigád byly proto stavěny (hlavně na tehdejším západním okraji města) nižší bytové bloky, které měly ubytovat nové Sarajevany. Některé z nich vznikly např. v lokalitě Džidžikovac nedaleko dnešního Velkého parku, budovány byly ale i jinde (např. v oblastech Grbavici nebo Čengić vila). V duchu moderní architektury rostly bílé věže. V centru města vznikly v 50. letech byly i nové paláce; Hygienický ústav, který byl vyprojektován ještě před vypuknutím války a budova společnosti Šipad, která patřila jedné z největších firem v republice. Byly zřízeny první moderní parky a roku 1949 bylo otevřeno i městské muzeum. Zavedena byla síť autobusové dopravy a do Sarajeva byly umístěny některé fakulty jugoslávských vysokých škol. Za pomoci dobrovolnických brigád byl zbudován i Stadion Koševo, kde se později konaly olympijské hry.
Roku 1961 bylo Sarajevo domovem pro 142 423 obyvatel. Ve stylu mezinárodní architektury byly v 60. letech postaveny nové výškové budovy, mezi které patřila např. budova společnosti Energoinvest, Unioninvest a další. Otevřen byl také sportovní areál Skenderija. Ustanovena byla i Filozofická fakulta a Fakulta matematiky a přírodních věd. Přerozchodována byla síť tramvajové dopravy na rozchod kolejí 1435 mm. Zkulturněno bylo i okolí města, kde vznikly nová výletní místa (např. na vrcholu Trebević). Zprovozněna tam byla lanová dráha a otevřena hvězdárna. Budoucí podoba města byla předmětem široké debaty, kdy někteří architekti (např. Juraj Neidhardt) navrhovali likvidaci téměř celého starobylého jádra města, až na několik málo historických budov. Prostor měla dostat pouze moderní výstavba. Panoval však obecný souhlas, že by se město mělo rozšiřovat směrem na sever (do údolí Koševského potoka) a hlavně na západ, směrem k Ilidži a řece Bosně. Tato skutečnost byla potvrzena navazující řadou územních plánů pro rozvoj města.
V roce 1962 zasáhlo Sarajevo zemětřesení. Mělo epicentrum okolo 30 km jižně od města, v blízkosti pohoří Treskavica. Nejednalo se nicméně o ničivé otřesy, které by zpustošilo město (jako v případě zemětřesení ve Skopje o rok později.
V roce 1977 byla provedena správní reforma, v rámci níž bylo město reorganizováno do deseti obvodů (općin) – kromě původních šesti (Stari Grad, Centar, Novo Sarajevo, Novi Grad, Vogošća a Ilidža) byly k Sarajevu připojeny další čtyři obce v okolí, a to Trnovo, Pale, Hadžići a Ilijaš. Tím se vytvořil předpoklad pro další expanzivní růst republikové metropole. V roce 1981 bylo v Sarajevu dle sčítání lidu evidováno 448 500 lidí.

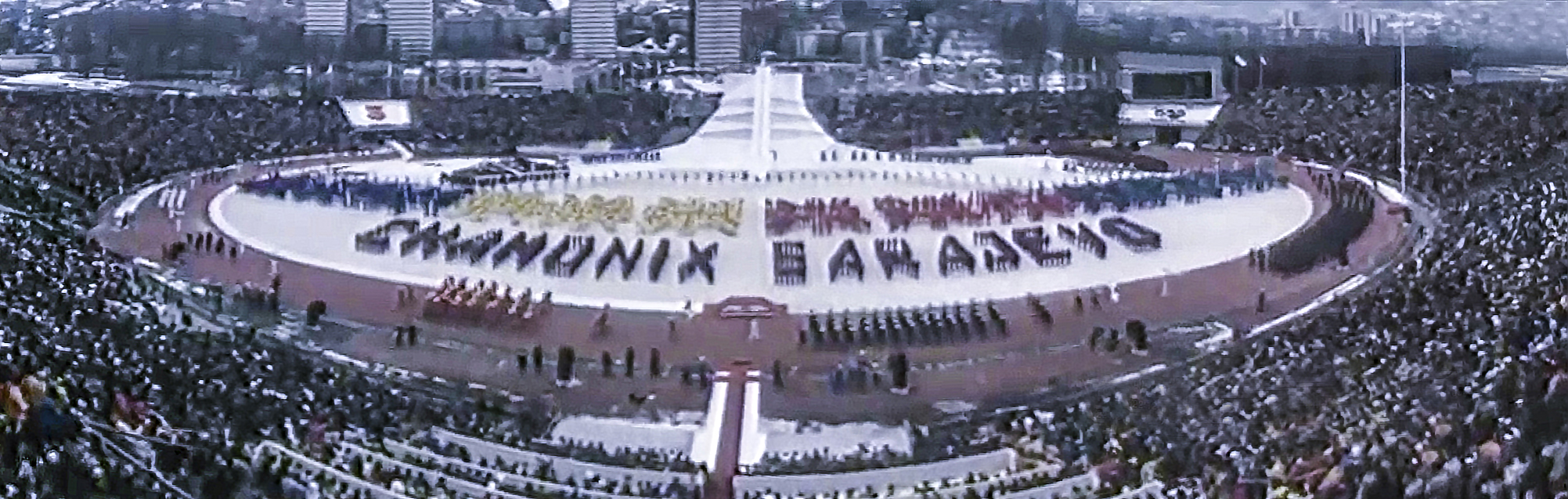
Zahájení olympijských her

Hlavní událostí, která zcela ovlivnila město v období přelomu 70. a první poloviny 80. let, byly XIV. Zimní olympijské hry. Mezinárodní olympijský výbor rozhodl o jejich konání v balkánském městě v roce 1978. Od té doby získala tehdejší Jugoslávie několik let na přípravu. Díky nim bylo do Sarajeva a jeho okolí investováno nemalé množství finančních prostředků. Především byly dokončeny dlouhodobě rozestavěné projekty a zmodernizována infrastruktura. Pro potřeby olympijských her byla vybudována nová olympijská vesnička, k ní přiléhala nově realizovaná sídliště Alipašino polje a Dobrinja. Byl modernizován sportovní areál Skenderija, Stadion Koševo a postavena zcela nová hala pro zimní sporty s názvem Zetra. V okolních pohořích, jako např. Igman, Bjelašnjica nebo Jahorina vznikly moderní areály pro zimní sporty. Sarajevská televize (regionální televize v rámci JRT, Jugoslávského rádia a televize) získala novou budovu. Vyrostly byly nové hotely, např. známý Hotel Holiday (dříve Holiday Inn) a otevřelo se i nové letiště. Hry přilákaly ohromnou mediální a společenskou pozornost k městu. Byly slavnostně zahájeny dne 15. února 1984. Navštívilo je celkem 19 tisíc zahraničních a 33 tisíc domácích turistů. Sarajevo získalo ohromnou reklamu v celém světě a zařadilo se po bok nemalého počtu světových olympijských měst. Podle řady domácích ekonomů i politiků měly hry umožnit prezentovat Sarajevo jako město zimních sportů, posílit turistiku a zvrátit nešťastnou ekonomickou realitu v Bosně.

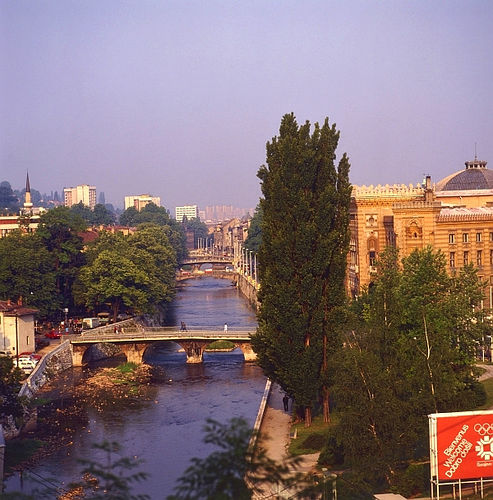
Střed města v roce 1989

Uniformní výstavbu z dob 50.–70. let diverzifikovalo několik projektů, které vznikly v letech osmdesátých v duchu postmoderní architektury. V prostoru staré cihelny na severu města vznikl komplex Ciglane, s vlastní lanovou dráhou. V centru města byla zbudována prosklená budova křiklavých barev, která získala přezdívku Papagajka. Symbolem moderního Sarajeva se stala také budova společnosti Elektroprivreda, stejně jako zmíněný hotel Holiday, obě dvě poslední stavby vznikly podle návrhu chorvatského architekta Ivana Štrause.
Na přelomu 80. a 90. let v Sarajevu žilo podle sčítání lidu 429 672 obyvatel. Pro další rozvoj republikové metropole i plány na výstavbu podzemní dráhy.[zdroj?] Avšak od poloviny 80. let byla Jugoslávie ve stavu rozsáhlé ekonomické stagnace, který komplikoval všechny velké investice. Sarajevo bylo postiženo celojugoslávskou ekonomickou krizí značným způsobem. Po skončení olympijských her bylo jen málo velkých stavebních projektů dokončeno; řada byla přerušena jenom kvůli nedostatku prostředků (např. severní obchvat města v oblasti Koševa). Nedostávalo se cca 17 tisíc bytů, což bylo statisticky nejvíce na jedno město v celé Jugoslávii. V září 1987 protestovali proti republikové vládě studenti, později se do Sarajeva sjížděli dělníci z řady měst téměř pravidelně. V roce 1990 došlo v Sarajevu k masové stávce. Nejednalo se o stávku ojedinělou; akce nespokojených dělníků trápily socialistickou Jugoslávii celou druhou polovinu 80. let. Např. Tuzlané protestovali doma několik let, svoji nespokojenost dávali později najevo právě v Sarajevu, kde žádali reakci republikových orgánů.
Od 60. let až do let osmdesátých mělo Sarajevo v rámci bývalé Jugoslávie zcela unikátní kulturní scénu. Město dalo své zemi řadu hudebních skupin (např. Bijelo Dugme, Indeksi) a hudebníků (např. Zdravko Čolić). Stalo se centrem subkultury s názvem Novi primitivizam (Nový primitivismus), kterou tvořily např. skupiny Zabranjeno pušenje, Plavi orkestar, Crvena jabuka nebo satirický televizní pořad Top lista nadrealista.

## Válka v Bosně a Hercegovině a nezávislost
I přes válku ve Slovinsku a v Chorvatsku vyústily vnitřní rozpory v Bosně a Hercegovině ve volání o nezávislosti republiky. Na přelomu února a března 1992 se v Bosně a Hercegovině uskutečnilo referendum o vyhlášení nezávislosti, ve kterém se většina voličů vyslovila pro. Jugoslávská vláda toto referendum neuznala. Ještě týž den, kdy měla být nezávislost formálně vyhlášena, došlo v Sarajevu k prvním nepokojům. Bosňáčtí ozbrojenci zaútočnili na bosenskosrbský svatební průvod v historickém centru Baščaršija, kde byla vyvěšena srbská vlajka (podle Sefera Haliloviće šlo s největší pravděpodobností o Srbskou provokaci využitou jakožto záminka pro okupaci). Okolo  půlnoci z 1. na 2. března 1992 byla Srby rozmístěna barikáda, a zahájena blokáda města.
Poté, co padly první výstřely v Bijeljině, začaly tisíce obyvatel největšího města Bosny a Hercegoviny protestovat proti válce. Jejich shromáždění bylo ukončeno až ostřelováním srbské polovojenské jednotky z hotelu Holiday Inn. Během palby byly zastřeleny dvě mladé Sarajevanky; Olga Sučić a Suada Dilberović. K zastavení násilí vyzval i Alija Izetbegović, tehdejší hlava státu Bosny a Hercegoviny. Ten také vyhlásil v republice výjimečný stav.
Tyto výzvy však nakonec byly plané; srbští představitelé odmítli uznat nezávislý stát v jakékoliv jeho podobě a spíše se snažili Bosnu rozdělit s Chorvaty. Město následně od dubna 1992 začala bombardovat a později obléhat, již nyní výhradně srbská, Jugoslávská lidová armáda (JNA), kterou v květnu 1992 vystřídala Vojska Republiky srbské, a to po celé tři roky války. Zničeno bylo mnoho významných památek, celé město bylo silně poškozeno. Dodávky elektřiny, vody, tepla a lékařské péče ustaly a místní obyvatelé se ocitli v nesnesitelných podmínkách. Dařilo se černému trhu a kvetl prodej předražených potravin. Jediný koridor, díky němuž bylo město přístupné, vedl přes letiště; tudy také přinášely pomoc konvoje OSN. Do pomoci se zapojila také Nadace Lidových novin, které se podařilo dopravit tři letecké zásilky léků pro sarajevské nemocnice. Armáda a civilisté pod letištěm vybudovali cca 800 m dlouhý tunel, kterým se pokoušeli zajistit si základní potřeby; v současné době slouží část tunelu jako muzeum. Válka si podle odhadů vyžádala v Sarajevu 12 000 mrtvých a 50 000 zraněných. Dnes tuto dobu připomínají relativně nové hřbitovy, převážně muslimské, ale i křesťanské. Válku ukončila až mírová smlouva z amerického Daytonu (Daytonská dohoda) podepsaná 19. prosince 1995 v Paříži.
Podle této smlouvy byla Bosna a Hercegovina rozdělena mezi dva celky, tzv. entity. Federace Bosny a Hercegoviny (kde žijí především Bosňáci a Chorvati), získala téměř celé Sarajevo, Republika srbská jen malé okrajové části města. Z hlediska územního se jednalo o 39 % plochy, fakticky však jen o řídce osídlené oblasti. Hustěji osídlené části, které připadly Republice srbské, tvořily především části sídliště Dobrinja a obec Lukavica. Z této části Sarajeva vzniklo po válce tzv. Srbské Sarajevo, dnes Východní Sarajevo. K nim se administrativně připojila rovněž i obec Sokolac. Republika srbská se po skončení války rozhodla investovat nemalé množství prostředků do jeho rozvoje a vytvoření skutečného města z několika původně okrajových částí metropole Bosny. Své hlavní město nicméně umístila fakticky do Banja Luky, na sever Bosny. Zbytek území města byl transformován na jeden z bosenských kantonů (tzv. Kanton Sarajevo).
Ze strachu před možnou odplatou se z města vystěhovaly další tisíce Srbů, kteří dnes žijí ve východní Bosně, na území současné Republiky srbské. Nyní žijí často v nedalekém Pale, ale mnohdy i v dalších městech. Počet srbského obyvatelstva se na území Sarajeva snížil ze 157 193 osob před válkou na cca 18 000 lidí po válce (kvůli nacionalizmu a strachu z pomsty za spáchané čistky na bosenském obyvatelstvu). Do Sarajeva přišli především Bosňáci, z východní Bosny (z regionu Podriní). K nim se přidali také ti, kteří dosud pobývali v dalších velkých městech – Tuzle a Zenici.

## 21. století

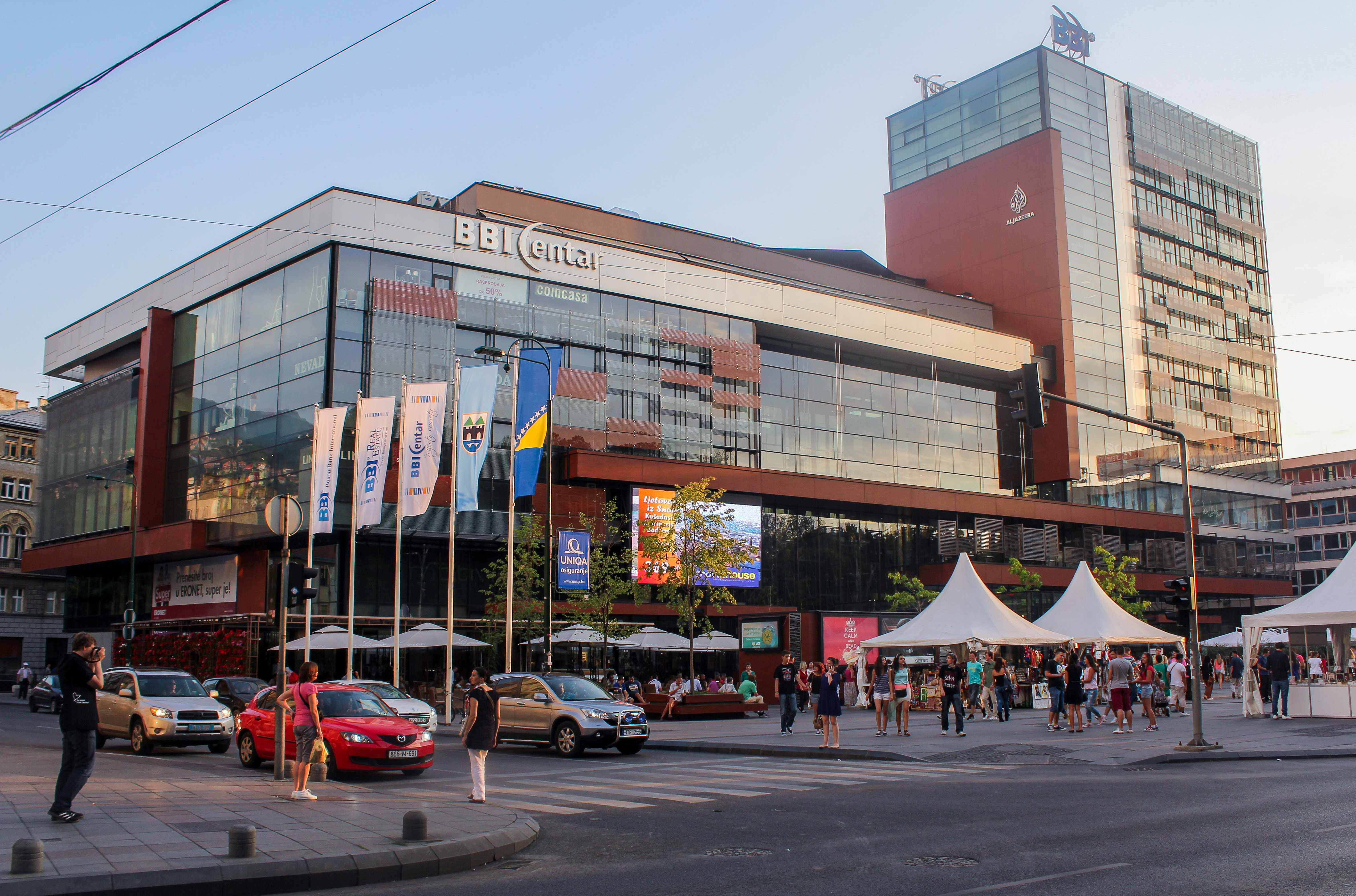
Obchodní centrum ARIA Centar

Po skončení války byla zahájena dlouhá a nákladná obnova města, která byla možná především díky pomoci rozvinutých zemí. Obnova některých budov, mezi které patřila např. budova knihovny, se nicméně uskutečnila až v druhé dekádě 21. století. V roce 2018 byla obnovena také zničená lanová dráha na vrchol Trebević.
Město neúspěšně kandidovalo na konání Zimních olympijských her v roce 2010 a roce 2014, avšak tu kandidaturu stáhlo.
Na počátku 21. století byla kromě obnovy města aktuálním tématem i modernizace dopravního napojení. Byla vybudována dálnice A1, která vede údolím řeky Bosny; nejprve na sever, směrem k městu Zenica a později i na jih, směrem k městu Konjic. Ve městě samotném vznikla nová obchodní centra (např. ARIA Centar namísto původního obchodního domu Sarajka), panorama města dotvořily nové výškové budovy, mezi které patří např. Avaz Twist Tower. Ve městě se koná opět řada mezinárodních festivalů (např. festival filmový), konferencí a dalších společenských událostí.
V roce 1986 byl vydán poslední platný územní plán města Sarajeva, který počítal s dalším rozvojem především do té doby příměstských a řídce osídlených oblastí. I po skončení války v 90. letech byl tento plán několikrát přepracován, aktualizován, doplněn i rozšířen ale nebyl nahrazen novým dokumentem, který by město Sarajevo využilo. V roce 2020 je aktuálně platná revidovaná verze plánu z roku 2015.
V roce 2014 bylo Sarajevo dějištěm sociálních nepokojů, při nichž obyvatelstvo Federace Bosny a Hercegoviny (bosňácko-chorvatské části země) vyjádřilo svoji nespokojenost s politikou privatizace některých státních firem a obecně se stavem ekonomických poměrů v zemi. V Sarajevu byla vypálena budova archivu a vyrabována rovněž i předsednictva BiH.
Na jaře téhož roku bylo také zasaženo rozsáhlými povodněmi, ačkoliv rozsah škod byl menší, než tomu bylo v případě měst, nacházejících se dále po proudu velkých balkánských řek.
V roce 2015 navštívil Sarajevo papež František, který se o městě zmínil jako o evropském Jeruzalému – tuto přezdívku si Sarajevo neslo od 16. století, když se stalo městem čtyř světových náboženství.